# Liste der Gerechten unter den Völkern aus Frankreich

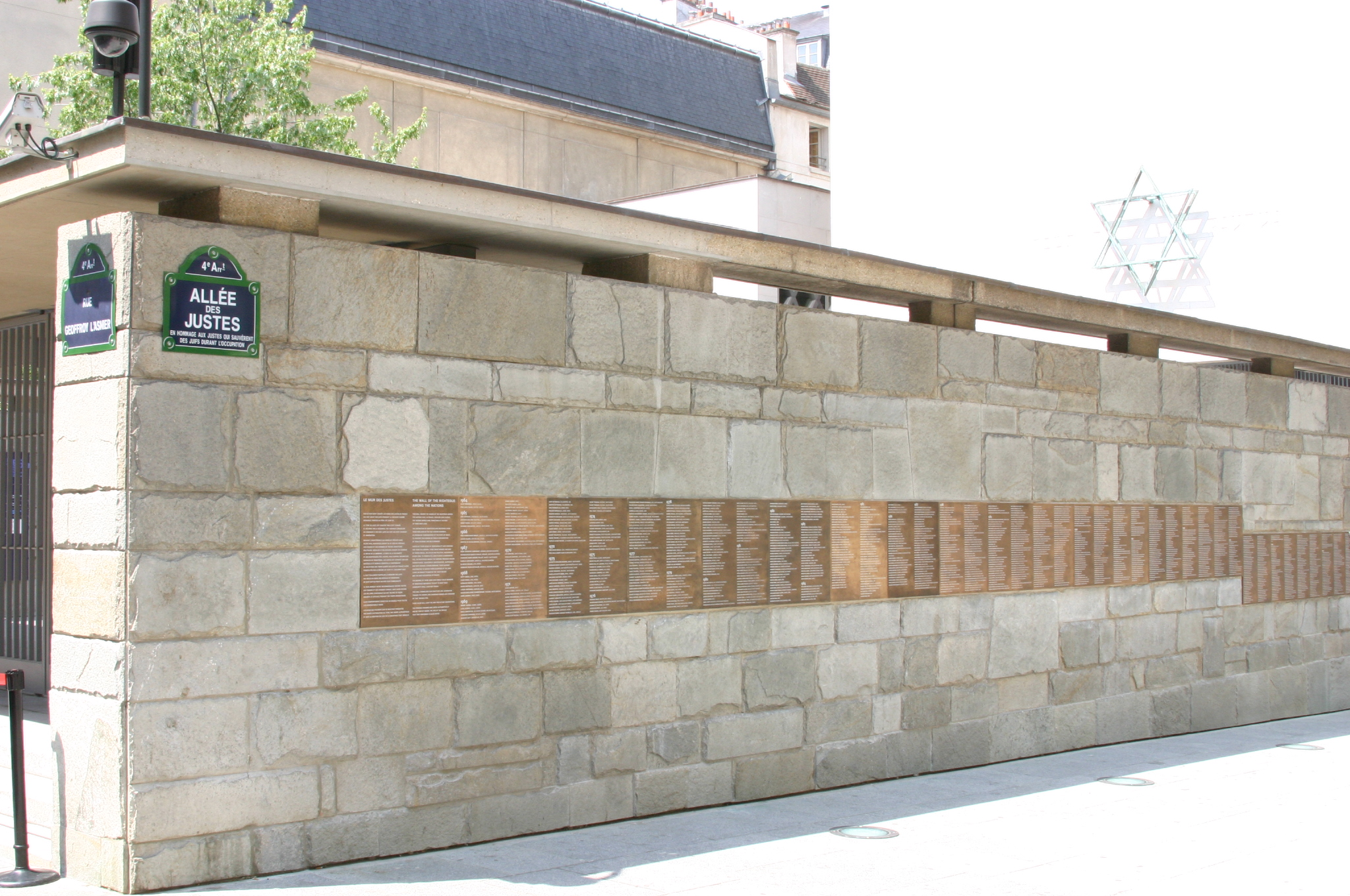
Mauer der Gerechten in Paris

Die Liste der Gerechten unter den Völkern aus Frankreich führt in alphabetischer Reihenfolge diejenigen Franzosen auf, die von der Gedenkstätte Yad Vashem mit dem Titel Gerechter unter den Völkern geehrt wurden. 

## Hintergrund
Dieser Titel wird an nichtjüdische Einzelpersonen verliehen, die unter nationalsozialistischer Herrschaft während des Zweiten Weltkriegs ihr Leben einsetzten, um Juden vor der Ermordung zu retten. 
4206 Franzosen und Französinnen haben bis zum 1. Januar 2022 den Titel Gerechter unter den Völkern verliehen erhalten.

## Liste
Die Liste ist alphabetisch nach Nachnamen geordnet. Hinter dem Namen ist jeweils das Geburtsdatum, das Sterbedatum, der Ort der Rettung, der Grund der Ehrung und das Jahr der Ehrung angegeben.

### A
| Name                     | Geboren | Gestorben | Ort der Rettung | Grund der Ehrung | Jahr |
| ------------------------ | ------- | --------- | --------------- | ---------------- | ---- |
| John Aan de Stege        |         |           |                 |                  | 1974 |
| Alfred Abadir            |         |           |                 |                  | 2002 |
| Suzanne Abadir           |         |           |                 | 2002             |      |
| Aline Abeille            |         |           |                 |                  | 1995 |
| Madeleine Abeille        |         |           |                 | 1995             |      |
| Marcel Abeille           |         |           |                 | 1995             |      |
| Elie Abel                |         |           |                 |                  | 2011 |
| Emmeline Abel            |         |           |                 | 2011             |      |
| Lucie Abel               |         |           |                 |                  | 1988 |
| Lydie Abel               |         |           |                 | 1988             |      |
| Renee Abel               |         |           |                 |                  | 2014 |
| Albert Achard            |         |           |                 |                  | 1997 |
| Louise Achard            |         |           |                 | 1997             |      |
| Lucien Achart            |         |           |                 |                  | 2007 |
| Marie Achart             |         |           |                 | 2007             |      |
| Pere Jean Adrien         |         |           |                 |                  | 1977 |
| Catterina Ageron         |         |           |                 |                  | 2009 |
| Marius Ageron            |         |           |                 | 2009             |      |
| Denise Aguadich-Paulin   |         |           |                 |                  | 1989 |
| Joseph Alauze            |         |           |                 |                  | 2003 |
| Marie Alauze             |         |           |                 | 2003             |      |
| Germaine Albert          |         |           |                 |                  | 1998 |
| Albert-Marie             |         |           |                 |                  | 2001 |
| Jeanne Albouy            |         |           |                 |                  | 2012 |
| Antonia Alby             |         |           |                 |                  | 2012 |
| Francois Allard          |         |           |                 |                  | 2010 |
| Jeanne Olga Allard       |         |           |                 | 2010             |      |
| Jean Allard              |         |           |                 |                  | 1996 |
| Marguerite Allard        |         |           |                 | 1996             |      |
| Blanche Allart           |         |           |                 |                  | 1999 |
| Pierre Allart            |         |           |                 | 1999             |      |
| Odette Allegre           |         |           |                 |                  | 1989 |
| Francine Allenait        |         |           |                 |                  | 1997 |
| Georges Allenbach        |         |           |                 |                  | 1989 |
| Juliette Allenbach       |         |           |                 | 1989             |      |
| Gaston Allibert          |         |           |                 |                  | 2003 |
| Lina Allibert            |         |           |                 | 2003             |      |
| Catherine Allio          |         |           |                 |                  | 2016 |
| Marie-Therese Allione    |         |           |                 |                  | 1989 |
| Madeleine Alram          |         |           |                 |                  | 2000 |
| Rene Alram               |         |           |                 | 2000             |      |
| Charles Altorffer        |         |           |                 |                  | 2001 |
| Georges J. Amblard       |         |           |                 |                  | 1997 |
| Marie Augusta Amblard    |         |           |                 |                  | 2010 |
| Sully Henri Amblard      |         |           |                 | 2010             |      |
| Marie-Jeanne Amphoux     |         |           |                 |                  | 1998 |
| Marius Amphoux           |         |           |                 | 1998             |      |
| Pierre Andre             |         |           |                 |                  | 2009 |
| Louise Andrivon          |         |           |                 |                  | 2002 |
| Stephane Andrivon        |         |           |                 |                  | 2002 |
| Odette Androt            |         |           |                 |                  | 1998 |
| Ernest Androuin          |         |           |                 |                  | 2000 |
| Marie Androuin           |         |           |                 | 2000             |      |
| Catherine Androulakis    |         |           |                 |                  | 1991 |
| Guillaume Ane-Prince     |         |           |                 |                  | 1984 |
| Jean Ane-Prince          |         |           |                 | 1984             |      |
| Jean Ane-Prince          |         |           |                 | 1984             |      |
| Marianne Ane-Prince      |         |           |                 | 1984             |      |
| Albert Marius Anglade    |         |           |                 |                  | 2011 |
| Marie Anglade            |         |           |                 | 2011             |      |
| Germaine Angles          |         |           |                 |                  | 2008 |
| Frere Francois Angyal    |         |           |                 |                  | 1981 |
| Albertine Anne           |         |           |                 |                  | 2010 |
| Fernand Lucien Anne      |         |           |                 | 2010             |      |
| Jules Annet              |         |           |                 |                  | 2011 |
| Marie-Leontine Annet     |         |           |                 | 2011             |      |
| Marie-Therese Annet      |         |           |                 | 2011             |      |
| Marie-Therese Annet      |         |           |                 | 2011             |      |
| Auguste Antier           |         |           |                 |                  | 2008 |
| Auguste Antier           |         |           |                 | 2008             |      |
| Marie Antier             |         |           |                 | 2008             |      |
| Max Arbez                |         |           |                 |                  | 2012 |
| Albert Arbomont          |         |           |                 |                  | 1992 |
| Julie Arbomont           |         |           |                 | 1992             |      |
| Lucien Arbomont          |         |           |                 | 1992             |      |
| Madeleine Arcens         |         |           |                 |                  | 1988 |
| Pol Arcens               |         |           |                 | 1988             |      |
| Anne Marie Cecile Ardoin |         |           |                 |                  | 2009 |
| Henri Ardourel           |         |           |                 |                  | 2011 |
| Solange Ardourel         |         |           |                 | 2011             |      |
| Cyrille Argenti          |         |           |                 |                  | 1990 |
| Emilienne Argoud         |         |           |                 |                  | 1984 |
| Joseph Argoud            |         |           |                 | 1984             |      |
| Marinette Arjac-Toujas   |         |           |                 |                  | 1994 |
| Elie Armengaud           |         |           |                 |                  | 1999 |
| Emmanuel Arnal           |         |           |                 |                  | 2006 |
| Marie-Louise Arnal       |         |           |                 | 2006             |      |
| Etienne Arnaud           |         |           |                 |                  | 2000 |
| Reine Arnaudet           |         |           |                 |                  | 2010 |
| Emile Arnaud-Goddet      |         |           |                 |                  | 2014 |
| Marie Arnol              |         |           |                 |                  | 2006 |
| Esilda Arnouil           |         |           |                 |                  | 2005 |
| Fernande Arnoult         |         |           |                 |                  | 1994 |
| Maurice Arnoult          |         |           |                 | 1994             |      |
| Paul Arnoult             |         |           |                 | 1994             |      |
| Antoine Arnoux           |         |           |                 |                  | 1993 |
| Helene Arnoux            |         |           |                 | 1993             |      |
| Marie-Louise Arnoux      |         |           |                 | 1993             |      |
| Joseph Auguste Arribat   |         |           |                 |                  | 1996 |

- Jean Arripe und Catherine Arripe, 2004
- Marcel Arsac und Colette Arsac, 2016
- Denis Arsene und Louis Arsene, 1998
- Augustin Arth, 1991
- Elysee Artiguenave und Leontine Artiguenave, 2004
- Fanny Marie Astier und Jean Jacques Astier, 1989
- Paul Astier und Rose Astier, 1996
- Augustin Aubert und Juliette Aubert, 2004
- Marie-Louise Aubrespin, 2014
- Maxime Aucoin und Yvonne Aucoin, 2010
- Aristide Audi und Yvonne Audi, 1997
- Roger Audi, Huguette Audi und ihre Mutter Blanchin Helene, 1997
- Jean Marius Audoin und Cecile Audoin, 2011
- Ernest Audrix und Lucie Audrix, 1969
- Charlotte Audureau, 2007
- Marcel Augeard, Fernande Augeard und ihr Sohn Jean, 1995
- Marien Augendre und Jeannette Augendre, 1995
- Jean Aumont und Gabrielle Aumont, 2009
- Jean Aupetit und Lucienne Aupetit, 1974
- Henri Autaa und Jeanne Autaa, 2003
- Francois Authier und Catherine Authier, 2003
- Alfred Aymard und Marie-Louise Aymard, 2008
- Victor Aymard und Marie Aymard, 1994
- Julien Azario, 1993

### B
| Name               | Geboren | Gestorben | Ort der Rettung | Grund der Ehrung | Jahr |
| ------------------ | ------- | --------- | --------------- | ---------------- | ---- |
| Jeanine Babin      |         |           |                 |                  | 2014 |
| Leon Edouard Babin |         |           |                 |                  | 2014 |
| Suzanne Babut      |         |           |                 |                  | 1976 |

- Andre Baccary, Clemence Baccary und ihre Tochter Yvonne Guillaume, 2008
- Daniel Bachet, 1993
- Gabriel Bacle und Angele Bacle, 1998
- Marie Bacque und ihre Töchter Germaine und Justine, 1991
- Antoine Badard und Francoise Badard, 2009
- Edouard Badon und Emilie Badon, 1995
- Madeleine Bady, 2011
- Jeanne Bagarades, 2003
- Henri Bagault und Marcelle Bagault, 2008
- Andre Bagny, 1979
- Maurice Baigue, 2010
- Marguerite Baillagou, 1999
- Paul Baillon und Leontine Baillon, 2012
- Marie Bailly und ihre Tochter Odette, 1996
- Louise Baldy, 2011
- Pierre Baldy und Emilie Baldy, 1994
- Sebastien Baleste, Maria Baleste und ihre Tochter Jacqueline, 1995
- Leon Balland, 1992

- Etienne Ballini und Gilberte Ballini, 2003
- Germaine Ballini, 2003
- Ernest Balthazard, 2005
- Marie Banc, 2001
- Jean Barange und Aimee Barange, 2007
- Daniel Baranger und Lucienne Baranger, 2006
- Denise Baratz, 2009
- Georges Barbotin und Estelle Barbotin, 1996
- Oswaldo Bardone und Lea Bardone, 1970

- Jules Barey, 2004
- Antonin Bargues und Pelagie Bargues, 1999
- Anselme Barin, 1994
- Marthe Barnet, 2003
- Jeanne Barnier, 1988
- Joseph Baron und Francoise Baron, 2015
- Leonce Baron und Edmee Baron, 1991
- Suzanne Baron, 2011
- Filomeno Barone, Anna Barone und ihr Sohn Raymond, 2012
- Madeleine Barot, 1988
- Emile Barras, 1996
- Julie Barrau und ihre Tochter Valentine Guiot, 2009
- Georgette Barraud und ihre Tochter Gabrielle, 1988
- Ida Barret, 2004
- Pierre Barthe und Madeleine Barthe, 1980
- Louis Barthelemy und Georgette Barthelemy, 2008
- Henri Bartoli, 1998
- Edmond Bartoloni und Nelly Bartoloni, 1991
- Louis Basbayon, Marie Basbayon und ihre Tochter Marie-Louise, 1995
- Germaine Bastacki, 2012
- Henri Bastian, 2003
- Suzanne Bastian, Andre Bastian und ihre Mutter Mme. Boclet, 1990
- Rene Bastide und Germaine Bastide, 1998
- Marcel Bastien und Marcelle Bastien, 2009
- Eugene Bastouil und Marie-Jeanne Bastouil, 2004
- Pierre Batisse und Alphonsine Batisse, 2008
- Pierre Batt und Marie-Jeanne Batt, 2008

- Charles Baud und Josephine Baud, 1978
- Louis Baud, 2010
- Auguste-Pierre Baudot und Marie-Therese Baudot, 1992
- Edmond Bauger und Marie Germaine Bauger, 2012
- Prof. Maurice Baumont, 1985
- Achille Bautes, 1984
- Norbert Baux, Blanche Baux und ihre Tochter Andrée, 1981
- Fredebert Baylac, 2012
- Levy Bayle und Simone Bayle, 2004
- Juliette Bazille, 1995
- Marie Bazoge, 1995
- Paul Beal und Palmire Beal, 2002
- Leone Beau, 2012
- Rene Beaucaillou und Mauricette Beaucaillou, 1996
- Henriette Beaudiot, 2008
- Pierre Beaufrere und Berthe Beaufrere, 2008
- Anne Beaumanoir und ihre Eltern Jean und Marthe, 1996
- Rene Beaumont und Marie Beaumont, 2008
- Marie Bebiot, 2010
- Louis Becette und Germaine Becette, 2013
- Fernand Bechard und Odette Bechard, 1988
- Helene Bedu, 2005
- Louis Beetschen und Leontine Beetschen, 1987
- Lucien Beguin und Gabrielle Beguin, 2004
- Roger Emile Arthur Beguin und Madeleine Beguin, 2011
- Claire Beignet und ihre Töchter Jeanne und Andrée, 2004
- Antoine Beille und Germaine Beille, 1983
- Ernest Beille und Cesarine Beille, 1983
- Roger Belbeoch, 1984
- Micheline Bellair, 1988
- Pierre Bellocq und Marie Bellocq, 2000
- Prof. Ivan G. Beltrami, 1984
- Coralie Beluze, 2013
- Jean Beneteau und Ginette Beneteau, 1996
- Jean Benezech, 2016
- Robert Bengel, 2002

- Adulphe Bennezon, 1988
- Père Marie-Benoît, 1966
- Gustave Benoit und Gabrielle Benoit, 1994
- Albert Beraud, Lea Beraud und ihre Tochter Georgette, 2005
- Albert Beraud und Marianne Beraud, 2008
- Alexandre Berbonde und Marcelle Berbonde, 2004
- Lucien Berdase, 1992
- Andre-Louis Berger und Victorine-Jeanne Berger, 2004
- Marie-Therese Berger, 1992
- Maurice Berger, 1996
- Paul Auguste Berger-Vachon und Marguerite Josephine Berger-Vachon, 2012
- Odette Bergoffen, 1994
- Denise Bergon, 1980
- Marcel Bernadac, 1993
- Sr. Bernadette, 2009
- Albert-Louis Bernard, 2011
- Emile Bernard und Yvonne Bernard, 2006
- Louise Joseph Bernard, 2012
- Rene Bernard, Fernande Bernard und ihre Mutter Louise, 2011
- Camille Bernasconi und Jeanne Bernasconi, 1990
- Mere Marguerite Bernes, 1974
- Honore Bernichon und Lea Bernichon, 2008
- Benoite Beroujon und Claudius Beroujon, 1986
- Josephine Bersano und ihre Tochter Suzanne, 1997
- Claude Francois Berthaud und Marie Josephine Berthaud, 2011
- Andre Arthur Berthet und Yvonne Berthet, 2009
- Paul Berthoumeyrou und Jeanne Berthoumeyrou, 1993
- Pierre Berthoumeyroux und Genevieve Berthoumeyroux, 1980
- Marius Bertin und Andrea Bertin, 1998
- Paul Bertin, Marguerite Bertin und ihre Tochter Paulette, 2008
- Lucien Bertrand und Agnes Bertrand, 1968
- Paulette Bertrand, ihr Bruder Rene und dessen Frau Gaby, 1997
- Raymond Bertrand und Josephine Bertrand, 1995
- Elizabeth Besnard, 1997

- Lucien Besnard, 1997
- Rene Bessede, 1989
- Jean Besset und Colette Besset, 1992
- Antoine Besson, 2007
- Andre Bettex, 1988
- Raymond Beule und Adolphine Beule, 1989
- Jeanne Odette Beuque, 2012
- Michel Beuzon und Colette Beuzon, 1990
- Jean Beyrand und Marguerite Beyrand, 2003
- Rene Bezer und Andrea Bezer, 2013
- Francois Bezol und Agnes Bezol, 2004
- Jean Biagi und seine Eltern Joseph und Emilie, 2016
- Marie-Cecile Biard, 2011
- Fernand Gaston Bibal und Marie Therese Bibal, 2010
- Louis Henri Auguste Bieber und Jeanne Marguerite Julie Bieber, 2011
- Jean-Baptiste Biewer und Louise Biewer, 2007
- Anne-Marie Bigot-Gallier, 1993
- Lucien Billes und Marguerite Billes, 2011
- Marcel Billieres, 1986
- Marius Xavier Billion und Julia Augustine Billion, 2011
- Maurice-Rene Bindel, Louise-Augustine Bindel und ihr Sohn Jean, 1982
- Rolande J. Birgy, 1983
- Germaine Bisserier, 2010
- Jean-Bernard Bissou, Louise Bissou und ihre Tochter Jeanne Segurel, 2008
- Henri Bitard und Madeleine Bitard, 2013
- Marcelle Blain, 1985
- Michel Blain, 1999
- Ernest Blaise, 1997
- Antoine Blanchard, 1982
- Georgette Blanchet und ihre Brüder Andre, Henri und Rene, 1991
- Pierre Blanchet und Marie Blanchet, 1990
- Genevieve Blanchot, 2001
- Albert Blanvillain und Renee Blanvillain, 2005
- Roger Blaquieres und Marguerite Blaquieres, 2014
- Louise Blazer, 1966
- Justinien Blazy, 2003

- Jean Bleynie und Rose Bleynie, 2013
- Marie-Louise Bleyzat, 2004
- Leontine Eleonore Blezat, 2013
- Liliane Bloch-Morhange, 2006
- Gustave Blondet und Heloise Blondet, 2003
- Joseph Blumet, Elisa Blumet und ihre Mutter Amelie, 2009
- Raymond Boccard, 1987
- Henriette Bochereau und ihre Mutter Launay Henriette, 2002
- Pierre Bockel, 1988
- Felix Bockstal und Eugenie Bockstal, 2001
- Germaine Bocquet, 1988
- Georges Bodin, 1993
- Marcel Frederic Bodin und Angele Eugenie Bodin, 2009
- Marc Boegner, 1987
- Jean Boete, 1986
- Gabriel Boile, 2013
- Andre Boillot und Suzanne Boillot, 1994
- Herr Boisse und Renee, 1989
- Etienne Boissery, Marie Boissery und ihre Töchter Pierrette und Annette, 2000
- Jean Boissier und Lucie Boissier, 1994
- Jean-Louis Boissieres und Andree Boissieres, 2015
- Robert Boisson und sein Vater Xavier, 1985
- Lily Boit-Russier, 1988
- Jean-Marie Bompis und seine Tochter Francine, 2010
- Edouard Felix Bondoux und Francine Bondoux, 2001
- Rene Bondoux, Helene Bondoux und ihr Sohn Jean, 1994
- Simonne Bondurand, 2006
- Jean-Baptiste Bonebeltz, 1981
- Gaston Bonfils, 2002
- Jeanne Bonhomme, 1980
- Roger Bonhoure, 2002
- Henri Bonnafous und Adrienne Bonnafous, 2001
- Raoul Bonnafous und Albertine Bonnafous, 1996
- Alphee Bonnaud, 2004

- Yvonne Alice Bonnaventure und ihre Kinder Simone und Robert, 2016

- Albert Charles Bonneau und Irma Bonneau, 2015
- Albert Bonnet und Marie-Louise Bonnet, 2009
- Jean Bernard Bonnet und Marie Bonnet, 2009
- Rose Bonnet, 2006
- Gaston Bonnin, Alice Bonnin und ihre Tochter Blanche Tussa, 2012
- Henriette Bordier, 1989
- Jean-Marie Bordonnat, 1989
- Marie-Francoise Borel, 2009
- Rene Marcel Borel, 2011
- Robert Borgeon und Marie Borgeon, 2009
- Raoul Borie und Carmen Borie, 2010
- Jacques Bories, 1996
- Jacqueline Bory und ihre Eltern Gabriel und Marcelle, 1996
- Jeanne Bosselut und Alexis Bosselut, 1997
- Madeleine Botineau und ihre Kinder Roger und Madeleine, 2005
- Elie Bouchaillou und Leontine Bouchaillou, 2008
- Eugene Bouchard und seine Frau, 1994
- Marius Bouchard und Marguerite Bouchard, 2004
- Paule Bouchard und ihr Mann, 1998
- Josephine Boucher, 1989
- Paul Joseph Boucher und Julienne Lucie Boucher, 2011
- Andre Bouchereau und Therese Bouchereau, 2009
- Jules Boucherit, 1993
- Therese Bouchet, 2010
- Juliette Boudou, 2012
- Pierre Boue, 2007
- Henri Bouigue und Julienne Bouigue, 1989
- Francois Bouilhac und Maria Bouilhac, 2013
- Jean Bouix, 1987
- Ernest Boulade, 1996
- Rene Bouland und Melina Bouland, 2007
- Joseph Louis Boulanger und Clementine Augustine Boulanger, 2014
- Roland Boulas und Jeanne Boulas, 2010
- Jacques Rene Bouldoire, 2013

- Gabriel Boulle, 1978
- Jean-Pierre Boullu und Josephine Boullu, 2017
- Gabriel Boulud, 2014
- Gerard Bouquey und Louise Bouquey, 1992
- Germaine Bour, 1997
- Yvonne Bourdeix, 2012
- Jean Bourdelle, 1988
- Joseph Bourdon und Henriette Bourdon, 1983
- Paul Bourdonnel, 1996
- Etienne Pierre Bourel, Alida Bourel, ihr Sohn Elie Henri und dessen Frau Renee, 2014
- Gaston Bourgeois, 1989
- Simone Bourgeois, 2001
- Catherine Bourgeteau, 2012
- Marcel Bourgouin, Fanny Bourgouin und ihre Kinder Georges und Madeleine, 2005
- Suzanne Bourlat, 1979
- Jean Bousquet, 2006
- Maurice Bousquet, Clotilde Bousquet und ihre Tochter Lucette, 1987
- Jules Boussard und Marie Boussard, 1990
- Andre Boussarie, Elise Boussarie und ihre Tochter Renee Puybonnieux, 2013
- Charles Boussat und Therese Boussat, 2006
- Francois Bousson und Berthe Bousson, 1996
- Jean Bouteilly und Lydie Bouteilly, 1990
- Lucienne-Jeanne Boutet, 2006
- Adrien Bouthier, 1995
- Mathurin Boutte und Anne-Marie Boutte, 2013
- Pierre Bouty und Marguerite Bouty, 2007
- Marthe Bouvard, 1992
- Anais Bouverot, 1998
- Napoleon Bouvier und Marie Bouvier, 2012
- Charles Bouy, 1990
- Isidore Boyau und Leontine Boyau, 1996
- Auguste Cesar Boyer und Marie-Jeanne Boyer, 1981
- Jean Boyer und Louise Boyer, 2013
- Adeline Brachet, 1992
- Dominique Brandone und Louise Brandone, 1989
- Adrien Bras und Marie-Louise Bras, 2011
- Maurice Brasdu, 1976

- Theophile Brault und Berthe Brault, 1979
- Pere Roger Braun, 1972
- Mere Marie Gonzague Bredoux, 1992
- Elie Bree, 1984
- Amedee Breil und Henriette Breil, 2005
- Agnes Breitburd, 2011
- Regis Brenas und Melanie Brenas, 1990
- Silvain Bret und Louise Bret, 2011
- Aime Breton, 2008
- Angele Breton, 2017
- Rita Breton, 1982
- Leon Breton und Charlotte Breton, 2003
- Roger Breton und Therese Breton, 2008
- Joseph Briand und Henriette Briand, 2011
- Henri Briard, 1985
- Helene L. Brieff, 1996
- Andre Bringuier, 2001
- Nicole Bringuier-Jacquier, 1994
- Auguste Brionne und Alice Brionne, 2010
- Louis Brisolier und Amelie-Therese Brisolier, 1990
- Joseph Brito-Mendes und Marie-Louise Brito-Mendes, 2004
- Auguste Brochier und Clely Brochier, 2010
- Alex Brolles, 1994
- Leon Louis Bronchard, 1994
- Dominique Brondolo und Suzanne Brondolo, 1988
- Henri Brossard und Marie-Louise Brossard, 1990
- Jean Brottes, 2009
- Marie Brottes, 1989
- Georges Broua und Marguerite Broua, 2011
- Jeannette Brousse-Maurier, 1973
- Ernst Brouze und Germaine Brouze, 1997
- Jean-Marie Brugeas, 1979
- Noemie Brugere und Camille Brugere, 2001
- Augustine Brugeron, 2011

- Jean Brugirard, Suzanne Brugirard und ihre Kinder Jacques und Edmee, 1998

- Eugenie Brunel, 1981
- Paul Brunel und Charlotte Brunel, 1984
- Clovis Brunet und Angele Brunet, 1990
- Daniel Brunet und Juliette Brunet, 2006
- Louis Brunet und Clotilde Augustine Brunet, 2014
- Maurice Brunet und Denise Brunet, 2011
- Philibert Bublens, 2000
- Antoine Buffet und Michelle Buffet, 2004
- Victor Buffet und Helene Buffet, 2003
- Olivier Bultez und Josephine Bultez, 2014
- Lucien Bunel (Pater Jacques de Jésus), 1985
- Jean Bureau und Cecile Bureau, 2001
- Sophie van Buren, 2005
- Helene Burger, 1980
- Andre Burlon und Angele Burlon, 2004
- Jean-Claude Burnat und Marthe Burnat, 2015
- Jean-Marie Buron, 1993
- Francois Burtin und Francine Burtin, 1982
- Albert Busson und Marie-Louise Busson, 2011

### C
| Name                   | Geboren | Gestorben | Ort der Rettung | Grund der Ehrung | Jahr |
| ---------------------- | ------- | --------- | --------------- | ---------------- | ---- |
| Marie E.E. Cabanettes  |         |           |                 |                  | 2010 |
| Pierre P.J. Cabanettes |         |           |                 |                  | 2010 |

- Charles Cabanis, 2001
- Fernand Cabello, 2004
- Georges Cadapeaud und Jeanne Cadapeaud, 2007
- Genevieve Cadart, 2010
- Louis Cadene und Pierrette Cadene, 1991
- Yves Cadier und Yvette Cadier, 1991
- Roger Cadiou und Marguerite Cadiou, 1992
- Rose Cahours, 1996
- Gabriel Cailac und Sara Cailac, 2010
- Georgette Caillat-Lavorel, 1982
- Jeanne Caillaud, 1978
- Andre Caillou, 2001
- Henri Caine, Alice Caine und ihre Tochter Paulette, 1992
- Georges Edmond P.A. Calbris, Yvonne Marie A. Calbris und ihr Sohn Henri, 2014
- Calixte Callini, Maria Callini und ihre Tochter Catherine, 2000
- Jeanne-Helene Camino und ihre Tochter Suzanne, 2005

- Marguerite Camplan, 1995
- Marie-Therese Camps, 2001
- Eugene Canal und Florine Canal, 2006
- Marius Cannac, Sylvie Cannac und ihre Tochter Odette, 1997
- Marie-Andrea Canty, 1980
- Pierre Capdevielle, 1982
- Henri Capiod, Amelie Capiod und ihr Sohn Regis, 1991
- Anne-Marie Capitain, 1992
- Julien Caquineau und Clementine Caquineau, 1988
- Laetizia Carayol, 2014
- Frere Raymond Carbonnet, 1967
- Jean Carcy und Elise Carcy, 1994
- Joseph-Marie Cardin, Albertine Cardin und ihre Tochter Josephe, 1992
- Louis Cardon und Helene Cardon, 2001
- Antoine Carini und Dorine Carini, 2005
- Alice Caron, 1992
- Lisa Caron, 2001
- Charles Carpentier und Raymonde Carpentier, 2009
- Emile Carpentier, 1969
- Paul Carrausse, Paule Carrausse und ihre Kinder Louis und Nicole, 1991
- Edouard Cartier und Louise Cartier, 1990
- Lucie Cartier, 1971
- Paul Cartier und Marie Cartier, 1996
- Rene Cartier und Marguerite Cartier, 1996
- Lucienne-Renee Caruel, 2009
- Marie-Louise Carven, 2000
- Louise Casati, 1979
- Alain Castagne und Rosa Castagne, 1988
- Marie Castillon, 2001
- Victor Cauchois, Lucienne Cauchois und ihre Tochter Bernadette, 1989
- Simone Caudmont, 1997
- Joseph Caupert, 2011
- Jeanne Cauquil-Farre, 1997
- Gabriel Cavanihac und Marguerite Cavanihac, 2002
- Elie Cavarroc, 2003

- Ernest Cayre und seine Mutter Charlotte, 1991
- Roger Cazala, 992
- Marcel Cazalet und Germaine Cazalet, 2010
- Marcellin Cazals, 1993
- Marie Cazaux, 2015
- Jean Cazenave und Marie Cazenave, 2010
- Andre Cellard und Germaine Cellard, 2011
- Yvonne Cellier, 1988
- Fernand Cenou und Aurelie Cenou, 2012
- Eugenie Cerclet, 2004
- Edith Cerezuelle, 2003
- Martino Ceruti und Josephine Ceruti, 1998
- Lily Ceschino, 1979
- Maria Chabert, 1996
- Auguste Chabrol, 2006
- Elisabeth Louise Chabrol, 2011
- Gabriel Chacou und Charlotte Chacou, 2010
- Placide Chagnon und Marie Chagnon, 2003
- Germaine Chaigneau und seine Tochter Mireille, 1994
- Joseph Jean Philippe Chaillet, 2012
- Pere Pierre Chaillet, 1981
- Claude Chaise und Anna Francine Chaise, 1999
- Monseigneur Marius Chalve, 1967
- Augustine Chambon, 2002
- Pierre Chambre, 1990
- Germaine Chamel, 1979
- Louis Chamon und Leontine Chamon, 2008
- Joseph Champalle und Alice Champalle, 2005
- Joseph Chantelauze und Emma Chantelauze, 1990
- Danielle Chantereau, 2010
- Pastor Paul Chapal und Odette Chapal, 1992
- Fernand Chapelin und Berthe Chapelin, 2004
- Jean-Marie Chapot und Louise Chapot, 2014
- Antoine Chapugier und Anne-Marie Chapugier, 1999
- Lydie Chapus, 1979
- Felix Chardon, 2006
- Pierre Charles und Marie Charles, 2011
- Samuel Charles, 1993

- Georges Charmaison und Marie Charmaison, 2005
- Maurice Charollais, 2003
- Andre Charpentier und Renee Charpentier, 2010
- Marie-Louise Charpentier, 1990
- Victor Charpentier und Germaine Charpentier, 2015
- Helene Charpiot und Francoise Charpiot, 1982
- Aline Charra, Anna Charra, Emilie Charra, Augusta Charra, Marthe Charra und Emma Lecomte, 2007
- Bernard Charrault und Raymonde Charrault, 1996
- May Magdeleine Louise Charretier, 1968
- Marie-Rosalie Charreton und ihre Schwestern Rose-Louise und Josephine Rosine Melina Drevon, 2013
- John Charriere und Juliette Charriere, 1989
- Jules Charton und Claudine Charton, 2017
- Paul Chartron und Marie Gabrielle Chartron, 1991
- Herr Charvier und Louise Charvier, 1989
- Maurice Emile Chassagnot und Rose Chassagnot, 2010
- Ferdinand Chassaing und Amandine Chassaing, 2003
- Marc Chassaing und Marceline Chassaing, 2012
- Adrien Chasserieau und Heloise Chasserieau, 2006
- Emile Chastanger und Marie Chastanger, 2012
- Rose Marie Chastin und ihre Eltern Marius Jean und Fernande Buoncuore, 2013
- Charles Chatelin und Marie-Louise Chatelin, 1982
- Vincent Chaufournais und Odette Chaufournais, 2004
- Simone Chaumet, 2010
- Henri Chaumont und Lea Chaumont, 1978
- Lucienne Louise Chaumont, 2011
- Paulette Chaussay, 1992
- Albert Chaussee und Juliette Chaussee, 2011
- Henriette Chautard, 2001
- Claire Chauveau, 1979
- Odette Chauveau, 2006
- Madeleine Chauvet, 2001
- David Chauvin und Alphonsine Chauvin, 1996
- Therese Chauvineau, 2013
- Andre Chave, 1979

- Simone Chaye und Adrien Chaye, 1997
- Marie Louise Chazall, 1982
- Francois Chazel und Liliane Chazel, 1983
- Jacques Chemin und Marie Chemin, 2004
- Claire Chemitre, 1989
- Jean-Marie Cheneviere und Marie-Claudia Cheneviere, 2010
- Andree Cheramy und ihre Mutter Marie-Louise Dere, 1995
- Joseph Cherioux und Marthe Cherioux, 2010
- Jeanne Cherot, 1996
- Germaine Chesneau, 1969
- Lucien Chesnoy und Denise Chesnoy, 1996
- Edmond Cheval und Fernande Cheval, 2006
- Alice Chevalier, 1997
- Henri Chevalier, 2015
- Paul Chevalier und Alice Chevalier, 1993
- Lucie Chevalley-Sabatier, 1993
- Rene Chevallier und Charlotte Chevallier, 2009
- Charles Chevassus und Louiseq Chevassus, 1998
- Georgette Cheverry, 1987
- Jean Alexandre Louis Chevolot und Odette Fernande Chevolot, 2014
- Felix Chevrier, 1999
- Gilbert Chevrieux und Germaine Chevrieux, 2004
- Constant Chevris und Reine Chevris, 1999
- Anna Elise Marcelline Chifflet, 2013
- Leon Chignac und Henriette Chignac, 2012
- Gaston Chignaguet und Gabrielle Chignaguet, 1991
- Roger Chilloux und Marcelle Chilloux, 1995
- Constance Chojnacki, 1991
- Henri Cholet und Jeanne Cholet, 1994
- Jeanne Chollet, 2015
- Josephine Chopin, 1997
- Fernand Choquart und Marguerite Choquart, 2006
- Marie Chotel, 1985
- Henri Christin, 2004
- Paul Cipan und Marie-Antoinette Cipan, 1996
- Francois Ciron und Francoise Ciron, 2008
- Camille Claret-Tournier und Fernande Claret-Tournier, 2004
- Paulette Claude, 2008

- Lucien Clement und Madeleine Clement, 1998
- Maurice Clement und Germaine-Marie Clement, 1973
- Sidoine Clement und Yvonne Clement, 2011
- Lucienne Clement-De l'Epine, 1990
- Marcel Clerbois und Lucienne Clerbois, 2005
- Frere Bernard Clerc, 1981
- Raymond Cloiseau und Germaine Cloiseau, 2008
- Maurice Cluzeau und Paulette Cluzeau, 1994
- Paul Coche und Marthe Coche, 2003
- Mercedes Cocquet und Helene Cocquet, 1999
- Abbe Francis Coeuret, 1993
- Maurice Coffy, 2003
- Leon Coghe und Germaine Coghe, 1992
- Jeanne Coiffier, 2014
- Prosper Coiraton und Marie-Louise Coiraton, 1994
- Auguste Colin und Marie Colin, 2008
- Germaine Collardey, 1990
- Henri Collato und Berthe Collato, 2005
- Charles Collenot, 2002
- Louis Collet, 2002
- Yvonne Collomb, 2005
- Louise Collomb, 1994
- Irenee Combe, Noemie Combe und ihre Tochter Berthe Ponchon, 1996
- Pierre Combe, 2010
- Yvonne Come und ihr Sohn Regis, 1992
- Jeannette Commeignes, 2002
- Simone Raymonde Conchon, 2016
- Pierre Convert, 2010
- Pastor Robert Cook, 1990
- Jacques Copet und Marguerite Copet, 2003
- Marie-Louise Coquet, 2005
- Paul Corazzi, 1989
- Maria Corbat, 1992
- Ernest Corbery, Marie Corbery und ihr Sohn Roger, 1995
- Rene Cordeau und Eugenie Cordeau, 2012
- Elie Cordelier, Marguerite Cordelier und ihre Tochter Eliette, 1993
- Eugene Cordelier und Marcelle Cordelier, 1989
- Henri Cordesse und Helene Cordesse, 2005

- Louis Cordier, Pauline Cordier und ihre Kinder Simone und Georges, 2009
- Marie-Louise Cordier, 2015
- Victoire Cordier und seine Schwester Madeleine, 1990
- Rene Cordon und Simone Cordon, 1988
- Emile Corjon, 1989
- Robert Cornon, 2007
- Antoine Corriger, 2010
- Jean-Baptiste Costa und Marie-Jeanne Costa, 2009
- Pauline Costes, Antonin Costes und ihre Tochter Juliette, 1986
- Victor Couagnon und Clementine Couagnon, 1999
- Maurice Couairon, 1989
- Georges Couanet und Marie-Louise Couanet, 2003
- Albert Coudert und Odette Coudert, 2010
- Blanche Coudray, 2012
- Leon Coudreuse, Hortense Coudreuse und ihre Tochter Simone, 2012
- Andre C. Coudurier-Boeuf und Marie J. Coudurier-Boeuf, 1996
- Louis Couhe, 1999
- Maria Couillens und ihre Eltern Francois Baccalerie und Jeanne Baccalerie, 1996
- Andre Counord und Denise Counord, 2002
- Madeleine Counord, 1985
- Marie-Josephe Courbet, 2004
- Jean-Marie Auguste Courounat, 1992
- Sophie Coursange, 1996
- Alexandre Coursimault und Aimee Coursimault, 1999
- Fernand Court und Helene Court, 1998
- Eugene Paul Courtial und Celie Courtial, 2012
- Marcel Courtot, 2001
- Emile Coury und Denise Coury, 2001
- Marie-Louise Couttet, 1980
- Claudius Couturier und Denise Couturier, 1997
- Jean-Louis Couturier und Pierrette Louise Couturier, 2011
- Jeanne Couturier, 1989

- Pierre Couvret-Damevin, 1989
- Louis Cozona und Helene Cozona, 2000
- Sauveur Cozzolino, 2004
- Gilberte Crampon, 1994
- Isabelle Cremer, 1992
- Jean-Gaston Creon und Marie Creon, 1999
- Marguerite Creston, 2000
- Auguste Cribier, 2015
- Yves Criou, 2011
- Jean Crombez und Marguerite Crombez, 1994
- Marguerite Cros, 1996
- Yvette Cross-Babiole, 1993
- Adeline Cubaynes und ihre Enkel Louis Cubaynes und Helene Etcheverry, 2009
- Jean Cubertafond und Marie Louise Cubertafond, 2011
- Cecile Cuccaroni, 1980
- Gilbert Cugnasse, 1999
- Pierre Cugnet und Estelle Cugnet, 2013
- Julia Cuillerier, 1989
- Daniel Curtet und Suzanne Curtet, 1987
- Georges Curti, Jeanne Curti und ihr Sohn Joseph, 2002
- Gabriel Cuvillier, Germaine Cuvillier und ihr Sohn Jean, 2009

### D
| Name              | Geboren | Gestorben | Ort der Rettung | Grund der Ehrung | Jahr |
| ----------------- | ------- | --------- | --------------- | ---------------- | ---- |
| Henri Daigueperse |         |           |                 |                  | 2004 |

- Joseph Dalesme, Josephine Dalesme und sein Bruder Marcel, 2008
- Vincent Dalian und Ursule Dalian, 1995
- Louis Dalliere und Marie Dalliere, 1990
- Emile Dalliere, 1994
- Henri D'Andre und Simone D'Andre, 2006
- Laurent Danguiral und Blanche Danguiral, 2015
- Jean Daniel, 1989
- Marie-Louise Dannequin, 1985
- Jean Dantonel, 1990
- Roger Darcissac, 1988
- Manuel Darrac, 1990
- Pierre Darricau und Ida Darricau, 2011
- Louis Darvey und Séraphine Darvey, 2015
- Clotilde Daubas, 1996
- Valentin Daubas, 1989
- Lucien Daude und Gilberte Daude, 1994
- Leah Dauga, 2007
- Germain Dauliat und Francoise Dauliat, 1996
- Alfred Daumas, 1997
- Edmond Dauphin, 1977
- Marie Dauphin, 2010
- Adrien Daurelle, 1999
- Catherine Marie Dautricourt, 2010
- Maurice Dauvilliers und Jeannine Dauvilliers, 2003
- Madeleine Davaine, 2011
- Julien David, 2012
- Mireille David und Andre David, 2004
- Zoe David, 1989
- Suzanne Davy und ihre Mutter Angele Marseille, 1969
- Raymonde Dayan-Thomas, 1988
- Helene De Campaigno, 2004
- Anne-Marie De Caunes, 1982
- Antoinette De Caunes, 1982
- Francoise De Cellery d'Allens, 1982
- Pierre De Chabot und Zoe De Chabot, 2009
- Alain De Coatgoureden, 2013
- Louis De Courreges d'Ustou, 1980
- Baron Gaston De Crety und Jeanne De Crety, 1991
- Eugene De la Ferte und Henriette De la Ferte, 2005
- Henri De Lacheisserie und Elisabeth De Lacheisserie, 1990
- Baron Paul De Lagarde und Yvonne De Lagarde, 1975
- Pierre De Lattre und Madeleine De Lattre, 2014
- Prof. Joseph De Leobardy, 1980
- Charles Julien De Lespinasse und Berthe Emilie De Lespinasse, 2011
- Gabrielle De Linares, 2006
- Olga De Mahs, 1997
- Maria Dolores De Malherbe, 2013
- Francoise De Menthon und ihre Schwester Genevieve, 1990
- Henry De Menthon, 2011
- Henriette De Mornac, 1979
- Abbe Rene De Naurois, 1988
- Baron Olivier De Pierrebourg, 1982
- Roland De Pury und Jacqueline De Pury, 1976
- Comte Xavier De Roany de Gavelle und Marthe De Roany de Gavelle, 1977
- Andre De Robert, 1984
- Rene De Roys und Henriette De Roys, 1999
- Constance De Saint Seine, 1979
- Germain De Saint Seine und Simone De Saint Seine, 1979
- Maurice De Solages und Claire De Solages, 1995
- Roger De Vilmorin und sein Bruder Olivier, 1990
- Xavier De Virieu und Marie-Francoise De Virieu, 2015
- Henri Debauge und Therese Debauge, 2005
- Antonin Debidour und Madeleine Debidour, 2009
- Sylvie Debroux und ihr Sohn Gilbert, 2010
- Eugenie Decremps, 2003
- Louis-Jules Decremps, 2003
- Lucienne Defaisse, 2002
- Adele Defarges, 1982
- Jean Deffaugt, 1965
- Emile Deffayet und Ludivine Deffayet, 2003
- Albert Defontaine und Maria Defontaine, 1999
- Pierre Louis Deglise-Favre und Victorine Euphrasine Deglise-Favre, 2011
- Noel Degout, 2011
- Henri Joseph Degremont und Marie Degremont, 2009
- Rene Deguay und Odette Deguay, 2009
- Lucienne Deguilhem, 2013
- Maurice Dejean und Odette Dejean, 1992
- Samuel Edouard Dejour und Noemie Dejour, 2014
- Georges Delaby, Madeleine Delaby und ihr Sohn Gaston, 1993
- Rene Delafosse, 1996
- Louis Delage und Augustine Delage, 2005
- Louis Delage und Marguerite Delage, 2000
- Henri Delage, 1990
- Antonius Delaire, 2007
- Andre Delaplace, 1990
- Rolland Delarche, 1996
- Didier Delaunay, 1994
- Emile Delavenna und Henriette Delavenna, 1990
- Jean Delay, 2014
- Louis Delbos und Amelie Delbos, 2004
- Victor Delcroix und Georgette Delcroix, 1976
- Leonie Deleage, 1988
- Marie-Louise Delechenault, 2000
- Marthe Delesalle, 2001
- Fortune Delestrez, Louise Delestrez und ihre Kinder Zenole und Roger, 1991
- Charles Delizy, 1988
- Albert Delord, 1985
- Marguerite Delouche, 2013
- Paul Delpech, 2014
- Ernestine Deltorn, 2011
- Yvonne Deltour, 1977
- Louise Demaison, 1973
- Charles Demery, 2008
- Roger Demeyrier und Josephine Demeyrier, 2004
- Roger L. Demon, 1998
- Simone Demoulin und Charles Demoulin, 1995
- August Demunter und Anathalie Demunter, 2016
- Edmond Deneuve und Marie Deneuve, 2005
- Gilbert Denis, 2006
- Madeleine Denis, 1988
- Pierre Depalle und Jeanne-Simone Depalle, 2004
- Victoria Depo, 1998
- Georges Dereims und Lucienne Dereims, 2007
- Louis Derennes, 1999
- Pierre Deroche und Marie Deroche, 2001
- Etienne Des, Henriette Des und ihre Mutter Marie Pech, 2009
- Marius Des und Philippine Des, 2009
- Oscar Desailloud, Angele Desailloud und ihre Tochter Madeleine, 1992
- Gabrielle Desbat und ihr Mann, 1994
- Marie Desbiaux und ihr Sohn Pierre, 1996
- Claude Deschamps und Maria Deschamps, 2000
- Jean Deschamps und Catherine Deschamps, 2006
- Pierre Descours, 2011
- Eugene Desire und Helene Desire, 2002
- Raoul Desormeaux, 2013
- Jean Desplan und Marie Desplan, 2009
- Ernestine Desplanque und ihre Mutter Amelie Mergoux, 2012
- Jean Desrutin und Marthe Desrutin, 1998
- Jeanne Dessaigne, 2002
- Emile Deusy und sein Sohn Edmond, 2010
- Augustin Devaux und Jeanne Devaux, 1989
- Théomir Devaux, 1996
- Fernand Deves und Emilie Deves, 2015
- William Dewing und Germaine Dewing, 1996
- Jean Dherbier und Elise Dherbier, 2012
- Francois Dhollande und Henriette Dhollande, 2002
- Fernand Dhuiege und Berthe Dhuiege, 2009
- Diego Diaz, 2013
- Albert Didier und Suzanne Didier, 2011
- Jehan Dienne und Marie-Jeanne Dienne, 2005
- Michel Dieras und Genevieve Dieras, 2005
- Madeleine Dietz, 1990
- Marie Diu, 2003
- Francois Doche und Louise Doche, 2008
- Frederic Doerr, 1982
- Pierre Doliveux, 2002
- Paul J. Doll und Louise Doll, 1991
- Clemence Doly, 2003
- Achille Domice und Simone Domice, 2007
- Marc Donadille und Francoise Donadille, 1986
- Andre Donnier und Georgette Donnier, 1992
- Romuald Dor de la Souchere und Berthe Dor de la Souchere, 1996
- Berthe Dore-Besson, 1997
- Adolphine Dorel, 1980
- Jean Dorso und Yvonne Dorso, 1980
- Andre Dossogne und Elina Dossogne, 2010
- Gabrielle Douillard, 2010
- Juliette Doumeng, 1995
- Paul Dousselin und sein Sohn Jean-Michel, 2000
- Pierre Alfred Jean-Marie Dreuilhe und Suzanne Marie-Germaine Dreuilhe, 2014
- Helene Dreyer, 1984
- Madeleine Drouet und Rene Drouet, 1995
- Rene Drouhin und Helene Drouhin, 2011
- Marcel Drouin und Marcelle Drouin, 2002
- Gerald Dru und Paule Dru, 1991
- Marcel Drugy und Louise Drugy, 1997
- Nicolas Du Pont, 1979
- Guillaume Dubec und Violette Dubec, 2017
- Roland Dubois und Marthe Dubois, 2005
- Leon Dubois und Claire Dubois, 2008
- Alexandre Dubos, 2017
- Lucien Dubouloz und Marguerite Dubouloz, 1999
- Pierre Dubuis, 1968
- Helene Duc und ihre Mutter Jeanne, 2005
- Pastor Raymond E. Ducasse und sein Sohn Robert, 1992
- Germaine Duchauffour, 1999
- Henriette Duchemin, 1982
- Georges Duchesne und Therese Duchesne, 2015
- Albert Ducloux und Clemence Ducloux, 2012
- Huguette Ducoing, 1989
- Henriette Ducom, 1989
- Marcel Ducommun und Helene Marthe Ducommun, 2009
- Joseph Ducret, Ernestine Ducret und ihre Kinder Robert und Irene, 1989
- Jean-Bertrand Dufor und Andrea Dufor, 1995
- Germaine Dufour, 2001
- Emile Duguet, 1997
- Nicolas Duhr, 1970
- Marguerite Dulaut, 1990
- Abel Antoine Dulong und Marie Valentine Dulong, 2014
- Etienne Dumarchat und Gilberte Dumarchat, 1996
- Abbe Antoine Dumas, 1991
- Georges Dumas, 1986
- Leopold Dumas und Marthe Dumas, 2010
- Marie-Louise Dumas, 1997
- Pastor Andre Dumas, 1994
- Rémy Dumoncel, 1985
- Clement Philippe Dumont und Marie Clemence Dumont, 2014
- Jeanne-Marguerite Dumont, 2004
- Rene Dumonteil, 2007
- Philemon Dumoulin, 2003
- Robert Dumoulin und Mireille Dumoulin, 1994
- Elisabeth Dunand, 1996
- Aliette Dunoyer de Segonzac, 1995
- Rene Duphil und Henriette Duphil, 2010
- Henri Duplaissy, Henriette Duplaissy und ihre Tochter Genevieve, 1990
- Gaston Dupont und Lucienne Dupont, 2017
- Charles Dupouy und Marie Jeanne Dupouy, 2011
- Melanie Duprat, 2011
- Marguerite Dupraz, 1999
- Arthur Dupuy und Henriette Dupuy, 2004
- Helene Dupuy und ihre Söhne Henri und Raymonde, 1984
- Edmond Durand, 1999
- Georges Durand und Germaine Durand, 1997
- Gilbert Durand, 2000
- Gilbert Durand, 2008
- Helene Durand, 1978
- Marie Berthe Durand und ihre Tochter Marie-Louise Pardonnet, 2007
- Philipe Durand und Marcelle Durand, 2012
- Roxane Durand, 2008
- Raoul Durand-Riols und Fernande Durand-Riols, 1989
- Yves Durandy und ihre Eltern Timothee und Marie, 2002
- Ferdinand Durban und Lucie Durban, 2015
- Auguste Dureau und Madeleine Dureau, 1992
- Eva Durleman, 1990
- Daniel Duron und Evodie Duron, 2009
- Fernand Dussart und Louise Dussart, 1985
- Georges Dussert und Louise Dussert, 2010

### E
| Name                       | Geboren | Gestorben | Ort der Rettung | Grund der Ehrung | Jahr |
| -------------------------- | ------- | --------- | --------------- | ---------------- | ---- |
| Antoinette Edmond-Wagner   |         |           |                 |                  | 1994 |
| Marcel-Henri Edmond-Wagner |         |           |                 |                  | 1994 |

- Leon Ehret und Anna Ehret, 2007
- Auguste Eisenreich und Mathilde Eisenreich, 1995
- Elodia Elias und ihr Sohn Abbe Paul Elias, 1992
- Dominique Elichiry, 1988
- Marguerite Elie-Huyssen, 1998
- Jacques Ellul, 2001
- Anne Marie Emmanuel, 2012
- Schwester Emmanuelle, 1991
- Francois Emmanuelli und Yvonne Emmanuelli, 1995
- Joseph Enard und Eletta Enard, 1992
- Abel Enjalbert, 1998
- Anne-Marie Epaud, 1997
- Alexandrine Epineau, 1996
- Jeanne Erath, 1995
- Leopold Ermel und Marie Ermel, 2009
- Camille Ernst, 1971
- Clair Escriba, 1987
- Laurent Escribe, 2015
- Adolphe Espanet und Assunta Espanet, 1994
- Jean Espitallier, 1989
- Anne-Marie Esteve, 1991
- Edmond Evrard, Ida Evrard und ihre Söhne Louis und Daniel, 1994
- Idebert Exbrayat und Yvonne Exbrayat, 1979
- Marie Expert, 2011
- Leon Eyraud und Antoinette Eyraud, 1987
- Louise Eyrolle und ihr Sohn Jean, 2012

### F
| Name               | Geboren | Gestorben | Ort der Rettung | Grund der Ehrung | Jahr |
| ------------------ | ------- | --------- | --------------- | ---------------- | ---- |
| Helene Fabaron     |         |           |                 |                  | 2016 |
| Rene Louis Fabaron |         |           |                 |                  | 2016 |

- Bertrand Fabre und Marie Fabre, 2013
- Mathilde Fabre, 2001
- Marcel Fachaux und Marcelle Fachaux, 2006
- Eugene Alexandre Fagault und Pauline Henriette Fagault, 2011
- Laurence Fages, 1997
- Henriette Fagnot und Maurice Fagnot, 1997
- Charles Faguin, 2010
- Lucien Faille und Simone Aline Faille, 2011
- Yvonne-Suzanne Faivicheff, 1994
- Alfred Falippou und Marie Falippou, 2009
- Raymonde Fanouillaire, 1999
- Francois Emile Fanton, 2013
- Jean Louis Fanton, 2013
- Adolphe Faraudi und Lise Faraudi, 2013
- Renee Farny, 1992
- Fernand Farssac, 2003
- Mathilde Faucher, 2008
- Auguste Fauque und Marie-Louise Fauque, 2009
- Emile Faure und Marie-Louise Faure, 2006
- Jacques Faure und Simone Faure, 2003
- Rene Auguste Faure und Madeleine Faure, 2016
- Albert Faurel, 2008
- Marie Fauveau, 2005
- Fernand Favre und Suzanne Favre, 2014
- Pere Louis Favre, 1986
- Gilles Fedi und Marie Fedi, 1970
- Eugene Fedou und Louise Fedou, 1998
- Alexis Felix und Carmen Felix, 1998
- Louis Felten und Jeanne Felten, 2008
- Marie Fenayrol und ihre Kinder Jean und Marie, 1977
- Gabriel Feraud und Maria Feraud, 2008
- Yvonne Feraud, 2008
- Albert Feret und Georgette Feret, 2010
- Andre Ferran und Alice Ferran, 1993
- Charles Ferrand, 2006
- Gabriel Ferrand und Louise Ferrand, 2012
- Pierre Ferrand und Suzanne Ferrand, 2012
- Jean Ferrari, Marie Ferrari und ihre Kinder Jeanne und Pierre, 2002
- Alice Ferrières, 1964
- Paul Fevrier, Marguerite Fevrier und ihre Tochter Marcelle, 1999
- Renee Fevrier-Thomas, 2013
- Paul Fiket und Augustine Fiket, 2009
- Alphonsine Filagre und ihr Sohn Marcel, 2005
- Frere Ferdinand Fischer, 1981
- Gabrielle Fisse, 2012
- Lucien Flachot, Juliette Flachot und ihre Tochter Renee, 1999
- Francois Flageollet, 1994
- Marie Elvire Flament, 1985
- Pierre Flandrin und Madeleine Flandrin, 2017
- Louis Fleuroux und Marguerite Fleuroux, 2003
- Abbe Jean Fleury, 1964
- Catherine Flingou-Trompette und ihre Tochter Huguette, 1999
- Jules Flipo und Marie Therese Flipo, 2011
- Jules Joseph Flipo und Elsa Josephine Flipo, 2011
- Pierre Flipo, 2011
- Fernand Florens und Angele Florens, 2007
- Abbe Camille Folliet und Johanny Folliet, 1991
- Frere Amedee-Marie Folliet, 1967
- Emile Fontaine, 2006
- Felix Fontenaille, 2010
- Marie-Louise Fonvieille, 2017
- Louis Forestier, 2009
- Marie Louise Forget, 2011
- Isidore Forignon, 1994
- Marie Therese Formant, 1992
- Alban Fort und Germaine Fort, 1985
- Pierre Fort und Cecile Fort, 2001
- Marcel Joseph Foucault, 2009
- Pierre Fouchier, 2001
- Joseph Fougere und Yvonne Fougere, 2009
- Henri Foulard und Berthe Foulard, 2009
- Louise Fourgassie, 2002
- Suzanne Fournery, 1997
- Abbe Claudius Fournier, 1993
- Abel Fournier und Suzanne Fournier, 2006
- Abel Fournier, Yvonne Fournier und ihr Sohn Louis, 1995
- Edmond Fournier und Yvonne Allanic Fournier, 2009
- Elie Fournier, 1999
- Emile Fournier, Albertine Fournier, ihr Sohn Henri und dessen Frau Paulette, 1999
- Henri Fournier und Juliette Fournier, 2001
- Henri Fournier, Louise Fournier und ihre Tochter Yvette Riou, 2008
- Henri Fournier und Lydie Henriette Fournier, 2012
- Joseph Fournier, 1995
- Raymond Fournier und Helene Fournier, 1999
- Rene Fournier, 1999
- Berthe Fournier-Naulin, 1999
- Marie-Louise Fourquemin, 1996
- Paul Fourtier und Therese Fourtier, 2012
- Antoine J.M. Frachette, 1988
- Lucien Frachon und Marthe Frachon, 2016
- Gabriel Fradet und Emilie Fradet, 2010
- Marie Fradet, 1983
- Noemie Fradin, 1985
- Frau Fraine, 1990
- Arthur Franc und Louise Franc, 1999
- Amedee Francois und Suzanne Francois, 2011
- Pierre Francois und Elisabeth Francois, 2010
- Francoise-Elisabeth, 1998
- Eugene Francone und Marguerite Francone, 2001
- Henri Frauli, 1975
- Marcelle Fraysse, 1999
- Alice Fraysse und Armand Fraysse, 1997
- Alfred Frechengues und Marcelle Frechengues, 1971
- Emile Frechengues, Anne Frechengues und ihre Kinder Andre und Gilberte, 1971
- Raoul Fredez und Jeanne Fredez, 1997
- Paul Fredric und Yvonne Fredric, 2001
- Emile Freme und ihre Mutter Marie, 2003
- Georges Fricker und Marie Eugenie Fricker, 1983
- Lisette M. Frimat, 1993
- Rene Fromentin und Maria Fromentin, 1994
- Francoise Marie Froment-Senejoux, 1976
- Pierre Frontin, 2010
- Lise Fuga, 2017
- Charlotte Fuller und Charles Fuller, 1978
- Denis Fumat und Julie Fumat, 2001
- Nelson Fumeau und seine Mutter Clemence, 1984
- Andre Fune, Alice Fune und ihre Tochter Jeanne Mare, 2008
- Joannes Furnon und Catherine Furnon, 2000

### G
| Name                 | Geboren | Gestorben | Ort der Rettung | Grund der Ehrung | Jahr |
| -------------------- | ------- | --------- | --------------- | ---------------- | ---- |
| Alphonse Gaboriaud   |         |           |                 |                  | 2010 |
| Anne-Marie Gaboriaud |         |           |                 |                  | 2010 |

- Robert Gachet, 1989
- Pere Felix Gagne, 1996
- Pierre Gagnier und Helene Gagnier, 2010
- Charles Gagnon und Madeleine Gagnon, 2005
- Andre Gaillard und Pauline Gaillard, 2017
- Camille Gaillard und ihre Tochter Camille, 1989
- Leopold Gaillard, 2001
- Marie-Aimee Gaillard und ihre Tochter Clotilde, 2007
- Paul Gaillard, 2001
- Jean Gainard, 1989
- Andre Gall und Fleur Gall, 1983
- Father Simon Gallay, 1989
- Henri Gallien und Adele Gallien, 2004
- Marcelle Galligazon, 2017
- Marcel Galliot, 1990
- Joseph Gallo und Ludovina Gallo, 2004
- Marcel Celestin Gallon, 1984
- Joseph Galloy und Julienne Galloy, 1990
- Gabriel Galop und Aimee Galop, 1992
- Elie Galtier und Suzanne Galtier, 2002
- Virginie Gambet, 2006
- Bernard Gandrey-Rety, 1992
- Maurice Garavel, 1996
- Louise D. Gardere, 1985
- Helene Gardon und ihre Kinder Janeau und Monette, 1985
- Lucien Gareau und Leopoldine Gareau, 1997
- Aimee Garel, 2012
- Casimir Garette und Marie Garette, 2015
- Auguste Garnaud und Marie-Louise Garnaud, 1993
- Rene Garnier und Paulette Garnier, 1997
- Lucien Garrigou, 2004
- Aristide Gasnier, 2005
- Charles Gasser, sein Sohn und dessen Frau Maria, 2001
- Gabrielle Gasset, 2014
- Rene Gastelais und Genevieve Gastelais, 2008
- Henriette Gateault, 2002
- Abbe Albert Gau, 1986
- Pauline Renee Gaudefroy, 1976
- Joseph Gaudin und Alexandrine Gaudin, 1998
- Odette Gaudin und Georges Gaudin, 1998
- Jean Gaultier und Josephine Gaultier, 1996
- Paul Gauthie, 1997
- Joseph Gautier, Alice Gautier und Ihr Sohn Joseph, 2003
- Auguste Gautron, Rachel Gautron und ihr Sohn Roger, 2000
- Louis Lambert Gauvin und Raymonde Charlotte Gauvin, 2010
- Francisque Gavand und Marguerite Gavand, 2008
- Andree Gay, 2009
- Emma Gay, 1996
- Theophile-Antoine Gay, 1989
- Toussaint Gazel, ihre Tochter Mathilde Gazel und Laure Elodie Thailhades, 2011
- Jeanne Gellert, 1975
- Albert Gendron und Marie-Louise Gendron, 2002
- Maurice Genest, 2005
- Robert Geneste und Marie Geneste, 1993
- Marcel Genestier, 2001
- Jean-Claude Genet und Eugenie-Marthe Genet, 2004
- Pierre Genevey und Yvonne Genevey, 1996
- Gabrielle Genevey-Faure und Louis Genevey-Faure, 1996
- Marius Genthon und Andrea Genthon, 1995
- Pierrette Genty, 1996
- Ellen Geraud und Antoine Geraud, 1982
- Pierre-Marie Gerlier, 1981
- Pierre Gesse und Marie Gesse, 1978
- Robert Gestre und Genevieve Gestre, 1994
- Paul Gibaud und Suzanne Gibaud, 2008
- Benjamin Gibrat, 2009
- France Giet, 1998
- Alexandre Giez, Florentine Giez und ihre Tochter Florentine, 1990
- Laurent Gilardino und Agnes Gilardino, 1977
- Janine Gille, 2001
- Henri Gillot, 2008
- Renee Gimenez, 2007
- Marie Rose Gineste, 1985
- Albini Jean Ginisty und Ernestine Maria Ginisty, 2013
- Charles Ginoux Defermon und Henriette Ginoux Defermon, 2010
- Andre Gioux, 2001
- Paul Girard und Regine Girard, 2014
- Pere Pierre Girard, 1982
- Rene Girard und Olga Girard, 1999
- Valentin Girard und Therese Girard, 1990
- Antoine Girardin, 2003
- Gilbert Giraud und Suzanne Giraud, 1992
- Marie Magdeleine Giraudier, 1996
- Silvine Girault, 2009
- Francois Giribone und Eleonore Giribone, 2011
- Emile Girod, Juliette Girod und ihre Tochter Odette, 1999
- Jacques Girodet und Marie Mathilde Girodet, 2010
- Francine Girot, 2014
- Gaston Girousse, 2008
- Alexandre Glasberg, 2003
- Vila Glasberg, 2003
- Suzanne Glasser-Felin, 2001
- Renee Glaubert, 1998
- Marius Glenat und Blanche Glenat, 2001
- Nicolas Gobatto, Maria Gobatto und ihre Tochter Anne-Marie, 1991
- Rene Godard de Donville und Jane Godard de Donville, 2002
- Justin Godard und Louise Godard, 2003
- Lucile Marie Godrie, 2011
- Alfred Golliet, Jeanne Golliet und ihr Sohn Pierre, 1993
- Suzanne Gombault, 1995
- Charles Gombert, 1977
- Joseph Eugene Gonguet, 2010
- Rosa Gontard, 2008
- Anne Marie Philomene Gory und ihre Schwester Isabelle Josephine, 2011
- Abbe Louis Gosselin, 1971
- Salvator Gotti und Anna Gotti, 1991
- Marie-Therese Goumy, 2005
- Andre Goupille, Jeanne Goupille und ihre Kinder Elisabeth, Pierre, Louis und Jean, 2000
- Pierre Goursaud und Therese Goursaud, 1994
- Rene Gousse und Marie Hortense Gousse, 2012
- Marie Antoinette Gout, 1973
- Jean Goutaret und Emilienne Goutaret, 1973
- Victor Gouy und Anna Gouy, 2007
- Noel Gozzi, 2011
- Antonin Grac, 1998
- Roger Grain und Victorine Grain, 2000
- Pierre Granal und Rose Granal, 2001
- Marcel Grand, 1997
- Gaston Grandjean und Frederique Grandjean, 2009
- Marcellin Grandou und Lucie Grandou 2005
- Jean Grange, 1979
- Andre Vital Grangeon und Marie Grangeon, 2014
- Eugene Granger und Jeanne Granger, 2006
- Jean Granger, 1995
- Lucien Granger, 1990
- Clemence Henriette Grangier, 2010
- Schwester Granier, 1990
- Charles Grasset und Marie-Louise Grasset, 2005
- Jean Grassias und Ninette Grassias, 1988
- Marcel Gratien, Elise Gratien und seine Mutter Francoise, 2003
- Louis-Charles Greffe und Marie-Edouard Greffe, 2001
- Robert Grenon und Andree Grenon, 2010
- Louis Grenouillet und Marguerite Grenouillet, 2013
- Henriette Gret, 1991
- Blanche-Renee Grillet, 2009
- Antoine-Paul Grimaldi, 1978
- Xavier Gros, 1994
- Marie Grosse, 1989
- Paul Grosse, 1989
- Kleber Grosset und Rose Grosset, 1996
- Maurice Grousseau, 1996
- Alice Grout, 2008
- Paul Gruffat und Genevieve Gruffat, 1994
- Louis Gruillot und Andree Gruillot, 1992
- Paul Grundrich und Marie Grundrich, 2001
- Joannes Gubian und Marie Helene Gubian, 2016
- General Marinus Guedin und Aimee Guedin, 1989
- Suzanne Guelat und Olivier Guelat, 2002
- Boris Guervit und Paulette Guervit, 1969
- Emile Guery und Marthe Guery, 2010
- Louis Gueusquin, 2011
- Francois Gufflet und Henriette Gufflet, 1990
- Georges Guichard und Marie Guichard, 1989
- Victor Guicherd und Josephine Guicherd, 1979
- Andre Guidi, Helene Guidi und ihr Sohn Georges, 1993
- Louis Guidi, Gabrielle Guidi und ihr Sohn Louis, 2016
- Henri Guigue, Claire Guigue und ihr Sohn Pierre, 1990
- Andrea Guigues, 2002
- Theodule Guilbaud, Marie Guilbaud und ihre Töchter Madeleine und Yvette, 2015
- Marcel Guilbert und Elisa Guilbert, 2011
- Asunta Guilhem, 2012
- Jeanne Guilhem, 2011
- Louis Guilhem und Helene Guilhem, 2012
- Jean Guillaud und Renee Guillaud, 1996
- Irene Guillaume, 1996
- Schwester Marthe Guillaume, 1996
- Camille Guillaumin und Marie Guillaumin, 2012
- Constantin Guillemin und Helene Guillemin, 2011
- Marcelle Guillemot, 1989
- Robert Guillet und Emilienne Guillet, 2004
- Marcel Guillet und Stephanie Guillet, 2003
- Pastor Charles Guillon, 1991
- Anne-Marie Guillot, 1980
- Albert Guilmin und Germaine Guilmin, 1985
- Leon Guin und Yvonne Guin, 1987
- Elie Guiraud und Eva Guiraud, 1994
- Ernest Guitton und Alice Guitton, 1989
- Emilie Guth, 1985
- Henri Guy und Renee Guy, 2006
- Jean Guy, Margueritte Guy und ihre Tochter Jeanne, 2001
- Marinette Guy, 1969
- Lucienne Guyollot und Raymond Guyollot, 1979
- Raoul Guyot und Alice Guyot, 2016

### H
| Name        | Geboren | Gestorben | Ort der Rettung | Grund der Ehrung | Jahr |
| ----------- | ------- | --------- | --------------- | ---------------- | ---- |
| Urbain Haag |         |           |                 |                  | 2005 |

- Daniela Haag, 1992
- Louis Haase, 1991
- Paul Haering, 1990
- Suzanne Haering, 1997
- Honore Haessler, 2004
- Yvonne Hagnauer, 1974
- Andre Hammel und Georgette Hammel, 1996
- Roger Hannebert und Simone Hannebert, 1997
- Paulette Happ, 1991
- Joseph Jules Hardenne und Juliette Hardenne, 2006
- Rene Harent, 2001
- Henri Haut und Georgette Haut, 1997
- Felicien Hautcoeur, 2007
- Maurice Hautefaye, 2005
- Adélaïde Hautval, 1965
- Paul Haviland, 2006
- Jules Hebrard und Odette Hebrard, 1996
- Madeleine Hebras, 2010
- Pierre Hebras und Louise Hebras, 1995
- Alexandre Hegedus, 1981
- Mathilde Heintz und ihre Töchter Marguerite, Cecile und Marie-Therese, 1995
- Jeanne Henri-Robert, 2007
- Achille Henry und Alphonsine Henry, 2012
- Eugenie Herail, 2009
- Marthe Herbault und Charles Herbault, 1998
- Madeleine M.G. Herbert, 2011
- Victor Hergott und Cecile Hergott, 1997
- Henri Heritier und Emma Heritier, 1987
- Paul Heritier, 1991
- Marie Rose Hermantier, 2011
- Emile Herpe und Georgette Herpe, 1999
- Georges Hertaux und Lucie Hertaux, 2003
- Soeur Jeanne Hertel, 1984
- Odette Hofbauer, 2016
- Ernest Holzapfel, 1993
- Germaine Homel, 1992
- Henri Houbron und Andree Houbron, 2017
- Raoul Houdaille, Marie Houdaille und ihre Tochter Jeannine Cheremetieff, 2012
- Julien Houdusse und Laure Houdusse, 2008
- Francois Houpe, 1999
- Emilie Hourcade, 2010
- Clement Houth und Jeanne Houth, 2012
- Ferdinand Huault und Angelina Huault, 1998
- Clovis Hubert, Blanche Hubert und ihr Sohn Jacques, 2001
- Edouard Hudry, 1995
- Marie-Louise Hugonnet und Gilbert Hugonnet, 2000
- Emile Hugues und Lucie Hugues, 2007
- Raymond Hugues und Paulette Hugues, 1984
- Roland Huillet, 2001
- Albert Hulin und Amelie Hulin, 2008
- Schwester Hyacinthe, 2001

### I
| Name                | Geboren | Gestorben | Ort der Rettung | Grund der Ehrung | Jahr |
| ------------------- | ------- | --------- | --------------- | ---------------- | ---- |
| Auguste Idelon      |         |           |                 |                  | 2009 |
| Marie-Louise Idelon |         |           |                 |                  |      |

- Charles Camille Igalens, 2017
- Abbe Marius F. Imberdis, 1973
- Jean Imberdis und Amelie Imberdis, 1973
- Ernest Ischy und Yannick Ischy, 1991
- Armand Isoard und Simone Isoard, 2007
- Joseph Isoard und Julie Isoard, 2007
- Paul Isoart und Edwige Isoart, 1987

### J
| Name          | Geboren | Gestorben | Ort der Rettung | Grund der Ehrung | Jahr |
| ------------- | ------- | --------- | --------------- | ---------------- | ---- |
| Achille Jacob |         |           |                 |                  | 2009 |
| Louise Jacob  |         |           |                 |                  | 2009 |

- Andrea Jacotin, 2003
- Juliette Jacquemard, 2013
- Abbe Abel Jacquet, 1993
- Eve Jacquier, 1990
- Paul Jacquin, Marguerite Jacquin und ihre Tochter Armelle, 1991
- Auguste Jaeger und Marie Jaeger, 2008
- Anna Jalibert, 2013
- Paulette Jamais, 1992
- Germaine Jamard und ihre Tochter Simonne Feran, 2009
- Henri Janailhac und Celine Janailhac, 2009
- Stephan Janicki und Bronia Janicki, 2001
- Marcelle Jardiller, 1996
- Henri Jault und Marie-Louise Grandjean Jault, 2010
- Jeanne Jauquet, 1979
- Francois Jaussein und Marguerite Jaussein, 2010
- Jean Javelaud und Leontine Javelaud, 1999
- Pierre Jay und Jacqueline Jay, 2012
- Ferdinand Jean, 1990
- Aimee Jeanroy, 1968
- Louis Jeudi und Madeleine Jeudi, 1999
- Jules Jezequel, sein Sohn Roger und dessen Frau Ines-Suzanne, 2001
- Marcel Joffre und Marilou Joffre, 1988
- Abbe Marius Jolivet, 1986
- Janine Joly, 2005
- Joseph Joly und seine Frau, 1989
- Robert Joseph, 1984
- Marie Josse und ihre Schwester Elisa, 2008
- Marcel Josuan und Claire Josuan, 2008
- Amedee Jouan und Jeanne Jouan, 2004
- Henri Jouanet, sein Sohn Rene, dessen Frau Marie-Louise und ihre Tochter Germaine, 1989
- Leon Jouannaud und Marie Jouannaud, 2016
- Roger Joubeaux, 1995
- Robert Joubert und Alice Georgette Joubert, 2017
- Andre Jourdan, 1988
- Henri Jourdan und Denise Jourdan, 1998
- Pierre Jousse und Denise Jousse, 2014
- Marie Jousselin, 2005
- Jean Jousselin, 1980
- Denise Joussot und ihre Eltern Henri und Marie, 2000
- Eva Jouve, 1988
- Herrn und Frau Jouve, 1989
- Albert Jouvelin und Lucienne Jouvelin, 2017
- Jeanne Jouvenceau und ihre Schwiegertochter Jeanne, 1989
- Fernand Jouvencel und Madeleine Jouvencel, 2001
- Louis Jouy, Palmyre Jouy und ihre Tochter Muguette, 1991
- Georges Julien, 1980
- Henri Julien und Henriette Julien, 2008
- Sully Julien und Pauline Julien, 1997
- Marthe Jungfleisch und ihre Tochter Madeleine, 1996
- Marie Junker-Kissling, 1973
- Albert Jurquet und Germaine Jurquet, 2005
- Rogert Jurvillier und Pierrette Jurvillier, 1989
- Julien-Henri Justes und Marthe Agnes Justes, 1992
- Simone Justes, 1992

### K
| Name          | Geboren | Gestorben | Ort der Rettung | Grund der Ehrung | Jahr |
| ------------- | ------- | --------- | --------------- | ---------------- | ---- |
| Emilie Kamper |         |           |                 |                  | 1997 |

- Jean Keruzore, 1989
- Charles Kettschau, Martha Kettschau und ihr Sohn Kurt, 1971
- Mathilde Lucienne Khenaffou, 1991
- Leone Khoudy, 1989
- Charles-Andre Kittler und Berthe Kittler, 1989
- Camille Kleinclauss, 1990
- Victor Kolmer, 1996
- Catherine Krafft, 1969
- Jean Kroutz und Eugenie Kroutz, 2003

### L
| Name          | Geboren | Gestorben | Ort der Rettung | Grund der Ehrung | Jahr |
| ------------- | ------- | --------- | --------------- | ---------------- | ---- |
| Andre Labatut |         |           |                 | [ 2 ]            | 2017 |

- Marie Josephine J.L. Labbe de Lagenardiere, 2013
- Herr und Frau Labbe sowie ihre Eltern M/M Coquel, 1992
- Alfred Labeausse und Louise Labeausse, 2016
- Albert Labedays und Sidonie-Marie Labedays, 2000
- Joseph Labeyrie, 2001
- Joseph Labidoire und Marguerite Labidoire, 2016
- Francia Labioz-Lamberlin und Louise Labioz-Lamberlin, 2008
- Josephine Labolle, 2004
- Marthe Laborde, 1995
- Catherine Laborderie, 2007
- Achille Laborie, 1996
- Paul Laboual und Elia Laboual, 1988
- Marc Laboure, 2001
- Pierre Antoine Laboureur und Marie Madeleine Laboureur, 2014
- Jean-Francois Labro und Henriette Labro, 2000
- Joseph Labussiere und Yvonne Labussiere, 2002
- Louise Labussiere, 2007
- Marie-Elisabeth Lacalle, 2009
- Jean Lacampagne und Amelie Lacampagne, 2012
- Gaston Lacave und Marie Lacave, 1996
- Lucien Lachaise, 1996
- Mathieu Lachaud und Suzanne Lachaud, 1996
- Robert Lacoste, 1995
- Alphonse Lacoudre und Gabrielle Lacoudre, 2009
- Marie Lacroix, 1998
- Marthe Ladebat und ihre Tochter Renee, 2001
- Hubert Ladeveze und Denise Ladeveze, 2004
- Madeleine Ladeveze, 2000
- Marie Lafarge, 1996
- Francois Lafaye und Marie Lafaye, 1996
- Louise Laffont, 1983
- Louise Lafon und Emile Jean Gustave Lafon, 1995
- Marie-Louise Lafon, 1999
- Ernest Lafont, Lydie Lafont und ihre Tochter Henriette, 1991
- Marie-Louise Lafont, 1996
- Henri Lafoy, 2000
- Jules Lafue und ihre Tochter Madeleine, 2007
- Marcel Lagarde, 1984
- Maurice Lagarde, 1994
- Pierre Lagarde und Lucienne Lagarde, 1994
- Gerard Lagier und Marcelle Lagier, 1996
- Jean Lagorce, 1991
- Adelaide Lagrange, 1992
- Marie Lagrolliere, 2005
- Euphrasie Lahue, 2016
- Henry Laigle und Marie Laigle, 1992
- Fernand Laigneau und Lucie Laigneau, 2007
- Leonard Lajat und Marie Lajat, 2008
- Marguerite Lajugie-Farges, 1996
- Desire Lalande, 1993
- Jean-Baptiste Lalanne und Marie Lalanne, 1998
- Gilberte Lallee, 2017
- Pierre-Henri Lallement, 2003
- Aimee-Marie Lallement, 1980
- Germaine Lalo, 1994
- Eugene Lamaniere und Marthe Lamaniere, 2010
- Jean Lamargie und Rachel Lamargie, 2015
- Claire Lamaud, 1994
- Andre Lambert und Adele Lambert, 1996
- Francois Lamotte, Therese Lamotte und ihre Kinder Lucie, Alice und Maria, 1994
- Anne-Marie Lance, 2013
- Joseph Lancon und seine Tochter Therese Neury, 1989
- Auguste Landeau und Marie Landeau, 2001
- Landi, Giuseppe Landi, Henriette Landi und ihre Tochter Yvonne Borowski, 2012
- Lucie Landre, 1993
- Juliette Laneurie und Pierre-Aime Laneurie, 1992
- Armandine Langlais, 2010
- Edmond Langlois und Adeline Langlois, 2003
- Eugene Langlois, Alexandrine Amelie Langlois und ihre Tochter Suzanne, 2014
- Roger Lanier und Daisy Lanier, 1994
- Gabriel Lanoux und Marie-Louise Lanoux, 2007
- Francoise Lapeyre, 1994
- Jean-Marie Lapeyre und seine Töchter Nathalie und Germaine, 2008
- Jules Lapeyrere, 2004
- Charles Lapicque und Aline Lapicque, 2000
- Dominique Lapierre, 2014
- Robert Laplace und Annunciata Laplace, 2012
- Raoul Laporterie, 1976
- Adrienne Laquieze, 1998
- Paul Larchet und Georgette Larchet, 1994
- Marcelle Larigaudiere, 2014
- Alice Laroche-Ficher, 1994
- Pierre Larrazet und Cecile Larrazet, 1992
- Jean-Elie Larribau und Lucie Larribau, 1995
- Marie Larroque, 2004
- Theophile Larue und Madeleine Larue, 2007
- Casimir Lascoux, 2007
- Emile Lasfargues und Lily Lasfargues, 2016
- Hermine Lasne, 2005
- Zelie Jeanne Lassort und ihre Schwiegertochter Henriette, 2011
- Marthe Lassoureille und ihr Mann, 1998
- Andre Laumier und Hortensia Laumier, 2016
- Berthe Laurain, 1986
- Louis Laurencin und Germaine Laurencin, 2012
- Pierrette Laurens, 2002
- Abdon Laurent, 1997
- Albert Laurent und seine Nichte Mathilde, 2001
- Andre Laurent und Lucienne Laurent, 1993
- Jeanne Laurent und ihre Eltern Pierre Thevenet und Marguerite Thevenet, 1994
- Louise Laurent und ihre Tochter Paulette, 1993
- Yvonne Laurent, 2000
- Georges Lauret, 2004
- Louis Vincent Lauria, 1989
- Angele Laurier, 2917
- Charles Lautre und Andree Lautre, 1994
- Francois Lavaud und seine Frau, 1992
- Catherine Lave, 1998
- Jeanne Lavialle, 1999
- Clement Lavillonniere und Clementine Lavillonniere, 2005
- Gabrielle Lavis, 1976
- Antoine Laybros und Henriette Laybros, 1997
- Victorine Lazerme, 2008
- Pierre Le Bris und Anne-Marie Le Bris, 1999
- Schwester Anne-Marie Le Caherec, 1992
- Francois Le Cardinal und Francoise Le Cardinal, 2010
- Pierre Le Donne, 1997
- Adolphe Le Guales de Mezaubran und Gilberte Le Guales de Mezaubran, 1999
- Alfred Le Guellec und Augustine Le Guellec, 2011
- Monique Le Guennan-Herry, 1999
- Germaine Le Guillant, 1986
- Simonne Le Hello, 2013
- Jean-Francois Le Lay, 2016
- Augustine Le May, 2007
- Henriette Le Pelley du Manoir, 2006
- Guillaume Le Quere und Marie Le Quere, 2016
- Jean Leaustic, 2002
- Pauline Lebarbier, 1996
- Andre Lebas und Mathilde Lebas, 2005
- Marie-Louise Leblanc, 1994
- Fernande Leboucher, 1973
- Laurent Leboutet, 1973
- Daniel Lebrat und Yvonne Lebrat, 2015
- Edouard Lebreil und Alice Lebreil, 2006
- Pierre Lebrun und Marthe Lebrun, 2009
- Jean Lecanuet, 1975
- Emile Lecas und Marguerite Lecas, 1998
- Louis Lecazoulat und Suzanne Lecazoulat, 2017
- Julienne Lecocq und ihre Tante Helene Dequirez-Degryse, 2013
- Paul Lecomte und Fernande Lecomte, 2012
- Lucien Leconte, 2016
- Albert Lecoq und Noelie Elia Lecoq, 1997
- Henri Lecoq und Marie Solange Lecoq, 2011
- Germain Lecureur und sein Bruder Camille, 1990
- Roger Ledain, 1989
- Marie Ledier, 1997
- Pastor Roland Leenhardt, 1991
- Suzelly Leenhardt, 1967
- Germaine Lefebvre, 1995
- Henri Lefebvre und Reine M. Lefebvre, 2011
- Leon Lefebvre und Simonne Lefebvre, 2008
- Victor Lefevre und Germaine Lefevre, 2011
- Pierre Lefrancois und Georgette Lefrancois, 2005
- Frau Legars und ihre Töchter Cecile und Therese, 1990
- Auguste Leger und Ennat Leger, 1979
- Pierre Leglaive und Raymonde Leglaive, 1999
- Marie Legout, 2013
- Alice Legras, 1999
- Joseph Legrip und Lea Legrip, 2008
- Jeanne Lehmann, 1986
- Germain Leix und Marguerite Leix, 1991
- Maxime Leluan, 1993
- Louis Lemaigre und Euphrasie Lemaigre, 2010
- Jean Severin Lemaire, 1976
- Maurice Lemarchands und Andree Lemarchands, 1989
- Serge Lemeunier und Angelique Lemeunier, 1997
- Pierre Lemoulle, 2001
- Pierre Lempereur, 2011
- Louis Leocournet und Louise Leocournet, 2016
- Hippolyte Leonlefranc und Emilie Leonlefranc, 2011
- Albert Lepec und Gabrielle Lepec, 1999
- Ernest Lepileur, Renee Lepileur und ihre Tochter Denise Levallois, 1996
- Alexis Lepinay, Helene Lepinay und ihr Sohn Marcel, 2015
- Aime Lepine und Marcelle-Andree Lepine, 1984
- Francois Lepoire, 1989
- Andre Lequien und Antoinette Lequien, 1988
- Albert Lequin und Gabrielle Lequin, 2003
- Georges Lerat, 2010
- Louis Marius Lermine und Lucie Maria Lermine, 2013
- Jean-Marie Leroux und ihre Schwester Marie-Therese, 2006
- Suzanne Lerouxel, 1998
- Frau Leroye, 1975
- Gaston Lesage, Lucette Lesage und ihr Sohn Jean, 1999
- Gilbert Lesage, 1985
- Urbain Lescanne und Gabrielle Lescanne, 1996
- Pierre Lescure, Rosalie Lescure und ihre Tochter Maria Destruel, 2007
- Raymond Lesueur, 2013
- Charles Letoffe, 2016
- Georges Jean Leuillet und Germaine Leuillet, 2011
- Henri Leuillet und Marie Leuillet, 2011
- Andree Levallois, 1998
- Marcel Levavasseur und Claire Levavasseur, 2012
- Angelina Leveugle, 2000
- Raoul Lhermet, 1985
- Roger Liaume und Genevieve Liaume, 1988
- Gina Libera, 2006
- Marthe Licini und ihr Sohn Alphonse, 2005
- Pierre Lignot und Marguerite Lignot, 2011
- Alexis Lignoux, Augustine Lignoux und ihre Tochter Odette, 2004
- Paul Linossier, 2017
- Katherine Lipner, 1994
- Lucien Lirou, 2013
- Francois Virgile Lizzardi und Henriette Lizzardi, 2010
- Eusebie Llinares und Fanny Llinares, 2009
- Soeur Anne-Marie Llobet, 1986
- Edgar Lobgeois, 1993
- Albonea Loeffert, 1985
- Fernande Loilier und Albert Loilier, 1976
- Paulette Loire, 1980
- Suzanne Loiseau, 2006
- Raymonde Lombard, 1975
- Alfred Long und Helene J.A. Long, 2012
- Victor Longagna, 2007
- Albert Longchamp, 1998
- Abbe Claudius Longeray, 1989
- Louise Longueville, 2011
- Angele Lorfeuvre-Dequatre, 1999
- Simone Lorimier, 2013
- Bernard Louault und Jeanne-Marie Louault, 2002
- Marcel Loubeau und Antoinette Loubeau, 2012
- Jean Louis und Eleonore Louis, 2010
- Elie Louradour und Lea Louradour, 2005
- Georges Louveau und Marie Louveau, 1999
- Lucien Louyot, 1991
- Dolinda Luciani, 1995
- Jean Lugan und Elisabeth Lugan, 1989
- Gaston Luyat, 1993
- Isaure Luzet, 1988

### M
| Name           | Geboren | Gestorben | Ort der Rettung | Grund der Ehrung | Jahr |
| -------------- | ------- | --------- | --------------- | ---------------- | ---- |
| Gilberte Mabon |         |           |                 |                  | 1991 |
| Henri Mabon    |         |           |                 |                  | 1991 |

- Louis Mace und Simone Mace, 2014
- Lazare Louis Macon und Marthe Leonie Macon, 2009
- Clovis Macouin und Clementine Macouin, 1999
- Paul Magaud und Rose Magaud, 2012
- Pierre Magendie und Louise Magendie, 2010
- Gabriel Magimel und Leonie Magimel, 2010
- Georges Magnet, 2016
- Arthur Magnier und Cecile Magnier, 2008
- Louis Magnin und Marie Louise Magnin, 2011
- Valentine Mahieu-Bobin, 2001
- Jean-Francois Mailland Mollard und Adelaide Mailland Mollard, 2013
- Renee Maillard, 2006
- Yvonne Maillard, 2007
- Henri Maindron und Jeanne Maindron, 1979
- Simone Mairesse-Doise, 1988
- Armand Maitre und Henriette Maitre, 2017
- Pierre Majeste, 1995
- Rene Malais und Jeanne Malais, 2004
- Henri Malecot, 2013
- Louis Malecot, 2008
- Marcel Maligner und Marie Maligner, 2010
- Louis Maljean, Melanie Maljean und ihr Sohn Camille, 2006
- Jean Mallen, 2002
- Victor Mallet und Pauline Mallet, 2008
- Schwester Madeleine Malolepszy, 1992
- Emile Mandon und Noemie Marie Mandon, 2009
- Henri Manen und Alice Manen, 1986
- Raoul Manen, 2009
- Landry Jules Mangon und Adrienne Mangon, 2009
- Maurice Marandet und Louise Marandet, 2002
- Roger Maraval und Marcelle Maraval, 2001
- Jeanne Marceillac, 2008
- Georges Marcelot und Jeanne-Marie Marcelot, 1994
- Emile Marchal und Camille Marchal, 2004
- Auguste Marchand und Hortense Marchand, 2014
- Victor Marchand, seine Frau und seine Tochter Micheline, 1989
- Pierre Marche und sein Sohn Pierre, 1991
- Catherine Marchetti und ihre Tochter Albertine, 1996
- Andre Marchoix, Jeanne Marchoix und ihr Sohn Roland, 2017
- Raymond Mare und Jeanne Mare, 2007
- Josephine Marechal, 2017
- Laure Mares und ihr Mann, 1991
- Jacques Mari und Caroline Mari, 2009
- Emile J. Marie, Josephine Marie und ihre Kinder Leonie, Janine und Micheline, 1994
- Pierre Marie, 1982
- Line Marmajou, 1997
- Joseph Marmouget, Jeanne Marmouget und ihre Tochter Marie, 1992
- Jean Marnet und Marguerite Marnet, 1988
- Leon Marouze und Blanche Marouze, 2008
- Marie-Josephe Marquehosse, 2014
- Abbe Eugene Marquet, 1988
- Emile Marquillie und Pauline Marquillie, 1871
- Abel Marre und Marthe Marre, 2017
- Edouard Marsat, 1995
- Suzanne Marsollier, 2005
- Adrienne Marsot, 2005
- Marie Marteau, 1990
- Constant Martin und Henriette Martin, 2005
- Albert Martin und Juliette Martin, 1999
- Andre Martin, 2013
- Henri Martin und Marie Martin, 2001
- Henri Martin und Noelie Martin, 2016
- Jacques Martin und Jacqueline Martin, 1998
- Marie-Louise Martin und ihre Tochter Marie Pontonnier, 1996
- Marius Martin, 1998
- Gaston-Charles Martin und Simone Martin, 1989
- Raymond Martin und Julia Martin, 2003
- Louise Martinand, 2010
- Simone Martin-Daunet, 1992
- Henri Martineau und Suzanne Martineau, 1998
- Elisabeth Martinet, 1982
- Magdalena Martinez, 1993
- Michel Martire, 2009
- Marcel Marty, Olga Marty und ihre Mutter Jeanne Louis, 2005
- Andre-Felix Marty, 1990
- Celine Marty, 2008
- Jean Francois Marty, 1985
- George Mary und Yvonne Mary, 1989
- Helene Marzellier, 1978
- Raymond Mascarello, 2003
- Auguste Massa und Marie Massa, 2002
- Soeur Antoinette Masserey, 1979
- Roger Massoc und Marie-Louise Massoc, 2011
- Emilienne Masson, 2015
- Pierre Masson und Alice Masson, 1987
- Marie Massonnat, 1997
- Gaston Mater und Therese Mater, 2006
- Paul Mathery, 2002
- Josephine Mathes, 2009
- Camille Mathieu, Denise Mathieu und ihre Mutter Blanche, 1976
- Henri Mathieu und Marcelle Mathieu, 1994
- Rene Mathieu und Henriette Mathieu, 1996
- Georges Mathurin und Juliette Mathurin, 2001
- Michel Matinier, Marie-Louise Matinier und ihre Tochter Paule Trebose, 1987
- Auguste Matringe, 2000
- Schwester Annette Matter, 1993
- Therese Matter, 1990
- Henri Maublanc und Louise Maublanc, 1997
- Pierre Mauger und seine Mutter Elisabeth, 2008
- Henri Maurel und Berthe Maurel, 2007
- Rene Maurice und Yvonne Maurice, 2005
- Ernest Maurice und Yvonne Maurice, 2011
- Felix Jean Maurier und Marie Antoinette Maurier, 2016
- Louis Mauro und Angele Mauro, 1973
- Rene Maussion und Marie Maussion, 2004
- Jean May, Eugenie May und ihre Kinder Roger und Germaine, 1988
- Simone May, 1994
- Hubert Mayeux und Emilia Mayeux, 2011
- Maurice Mayoud, 1997
- Auguste Mayrand, 1990
- Raymond Mazas und Francoise Mazas, 2003
- Alfred Mazaureix und Marie Odile Mazaureix, 2010
- Georges Mazeau und Marie-Louise Mazeau, 2001
- Georges Mazet, 2000
- Henriette Mazet, 1987
- Laurent Mazier, Marie Mazier und ihre Mutter Catherine Viateau, 2007
- Louis Maziere, 2013
- Alphonse Mazoyer, Noemie Mazoyer und ihr Sohn Firmin, 2009
- Marcel Medard und Mariette Medard, 1989
- Marcel Medee und Marie Medee, 2006
- Joseph Meilhan, Eugenie Meilhan und ihre Tochter Lydie, 1991
- Louis Melas und Marguerite Melas, 1995
- Francis Melisson und Julienne Melisson, 2008
- Marie Mellange, 1989
- Humbert Melli und Gabrielle Melli, 2001
- Jean Melon und Suzanne Melon, 2005
- Roger Menard und Madeleine Menard, 1995
- Henri Menardais, 1997
- Marie Menerat und ihre Tochter Suzanne Leulier, 1994
- Robert Menetrier und Suzanne Menetrier, 1992
- Rodolphe Menigault und Marie Madeleine, 2013
- Marie-Louise Menou, 2007
- Joseph Menthonnex und Georgette Menthonnex, 1996
- Adrien Menuisier und Celine Menuisier, 1999
- Paul Mercier und Cecile Mercier, 2012
- Suzanne Mercier, 1989
- Paul Merland und Paule Merland, 2015
- Paulette Merland, 2014
- Andre Merle, 1982
- Suzanne Merlette, 2005
- Pierre Merli, 1975
- Pierre Merlin und Odile Merlin, 2005
- Jean Merly und Blanche Merly, 1999
- Joseph Mermet und Cecile Mermet, 1989
- Jean Mery und Jeanne Mery, 1994
- Andre Mesnage und Clementine Mesnage, 2015
- Albert-Victor Mesple-Somps und seine Mutter Frau Mesple-Somps, 1989
- Gaston Mesple-Somps und seine Frau, 1989
- Henriette Mesple-Somps, 1989
- Marie-Germaine Mesureur und ihre Tochter Renee, 2000
- Odette Metais, 2000
- Eugenie Mettenet, 1989
- Marie Metton-Bonamour, 1979
- Helene Meunier und Marie-Adolphe Meunier, 2004
- Jean Meunier, 1994
- Jeannette Meunier, 1998
- Hubert Meyer, 1989
- Adrienne Michel, 2005
- Edmond Michelet, 1995
- Madeleine Michelis, 1998
- Joseph Migneret, 1990
- Yvonne Mignot, 1982
- Georges Mignotet und Jeanne Mignotet, 2012
- Louis Milelli, 2006
- Lucienne Miltsztayn, 2014
- Anne-Marie Mingat und ihre Mutter Marthe Lerme, 1982
- Ismael Miolan und Lucienne Miolan, 2014
- Suzanne Mitault und ihre Tochter Madeleine, 1997
- Georges Mitteau und Lucienne Mitteau, 2000
- Blanche Molino, 1967
- Charles Molle und Aimee Molle, 1999
- Jeanne Monacelli, 2012
- Yvonne Moncet, 2017
- Louis Monna und Henriette Monna, 1991
- Therese Monnais, 1995
- Charles Monnier und Marie Monnier, 2004
- Simone Monnier, 2013
- Gerard Monod und Madeleine Monod, 2005
- Pastor Charles Monod und Madeleine Monod, 1996
- Leodie Montalibet-Cazaux, 1995
- Raoul Montebran und Marie A. Montebran, 2010
- Marie Monteillet, 2009
- Adrien Montet, 2001
- Marc Monthuzet, 2012
- Marius Montier und Marguerite Montier, 1994
- Abbe Pierre Mopty, 1989
- Elise Mora, 2007
- Theodore Mora, 2007
- Celine Morali, 2015
- Albert Moreau und Marguerite Moreau, 1994
- Alice Moreau, 2014
- Francois Moreau und Marie-Louise Moreau, 2010
- Pierre Moreau und Simone Moreau, 2002
- Ferdinand Morel und Marie Morel, 2011
- Leon Morel und Pauline Morel, 2011
- Pastor Andre Morel, 1990
- Pierre Morel und Danielle Morel, 2003
- Gabrielle Morin, 2009
- Henri Morin, 1965
- Lucie Berthe Morin, 1982
- Henri Morisse und Therese Morisse, 2015
- Maurice Morlon, 1971
- Leon Mossuz und sein Sohn Gaston, 2006
- Pierre Moucot, 2004
- Etienne Moulin, 1997
- Emile Moulinet, 1999
- Simone Mounier, 1969
- Jean Moussaron, 2009
- Roger Mousselin und Andree Mousselin, 1996
- Auguste-Emil Mousson und Maria E. Mousson, 1992
- Dimitri L. Mouthon, 1996
- Remy Francois Moyer und Louise Armandine Moyer, 2012
- Germaine Muehlenthaler, 1967
- Lucienne Muller, 2017
- Rene Muller, 1996
- Roger Muller und Esther Muller, 2003
- Robert Mullet und Lea Mullet, 1989
- Eugene Munch und Elizabeth Munch, 2001
- Clemence Munier, 2008
- Mere Marie-Angelique Murat, 1996
- Antoine Muret und Jeanne Muret, 2000
- Jacques Muron und Antonia Muron, 2001
- Claudia My, 2007

### N
| Name            | Geboren | Gestorben | Ort der Rettung | Grund der Ehrung | Jahr |
| --------------- | ------- | --------- | --------------- | ---------------- | ---- |
| Jeanne Nabineau |         |           |                 |                  | 2005 |
| Rene Nabineau   |         |           |                 |                  | 2005 |

- Marcel Nadaud und Maximilienne Nadaud, 2017
- Francois Naffrechoux und Leontine Naffrechoux, 1998
- Jean Nallit, 1992
- Albert Naude und Simone Naude, 2000
- Gabrielle Navailles, 2014
- Emma Navarro, 2010
- Therese Naville, 1995
- Zoe Negre und ihre Tochter Berthe, 1998
- Benoit Neroud und Annette Neroud, 2011
- France Neubert, 1990
- Pierre Neveu und Berthe Neveu, 2010
- Pastor Henri Nick, 1992
- Pierre-Elie Nick und Odile Nick, 1992
- Andree Nicol, 2007
- Antoinette Nicolas, 2000
- Louis-Joseph Nicolas und Meliane Nicolas, 2002
- Emile Nicolaud und Louise Nicolaud, 2003
- Pierre Nicolini, 2008
- Alexandre Nicolot, 2003
- Desire Nizier und Marie Nizier, 2004
- Prof. Rene Nodot, 1974
- Lucien Noel und Marie Noel, 1998
- Marcelle Noel, 2003
- Gaston Nogier, 2011
- Lucie Nonorgues, 2008
- Pierre Nouhaud und Marie Nouhaud, 1998
- Simonne Nugeyre-Tenenboim, 2004

### O
| Name        | Geboren | Gestorben | Ort der Rettung | Grund der Ehrung | Jahr |
| ----------- | ------- | --------- | --------------- | ---------------- | ---- |
| Jean Oddon  |         |           |                 |                  | 1988 |
| Reine Oddon |         |           |                 |                  | 1988 |

- Louis Oesch und Ketty Oesch, 1967
- Pierre Ogier und Henriette Ogier, 1997
- Charlotte Olinger, 2006
- Laurent Olives und Suzanne Olives, 1996
- Pierre Olivet, 2000
- Jean Olivier, 2008
- Marguerite Olivier, 2001
- Jean E. Ollivier und Nancy J. Ollivier, 1989
- Louis Ongaro und Yvonne Ongaro, 1999
- Jean Ordan, 2015
- Joseph Xavier Ordan und Henriette Ordan, 2015
- Jean Marie Ordy und Clemence Berthe Ordy, 2010
- Jean Orgeval und Andree Orgeval, 1996
- Betty Orlhac, 1997
- Hermine Orsi, 1985
- Anne-Marie Orveillon, 2009
- Karol Orzakiewicz und Marie Orzakiewicz, 1983
- Blanche Osselin und ihr Vater Leopold Blineau, 2004
- Louise Osterberger, 1997
- Cesar Ottino und Marie-Jeanne Ottino, 1970
- Helene Oudard, 2000
- Louis Ouillon und Antonia Ouillon, 1996
- Henriette Owczarek und Joseph Owczarek, 1971

### P
| Name             | Geboren | Gestorben | Ort der Rettung | Grund der Ehrung | Jahr |
| ---------------- | ------- | --------- | --------------- | ---------------- | ---- |
| Franceline Pache |         |           |                 |                  | 1979 |
| Louis Pache      |         |           |                 |                  | 1979 |

- Marie Eugenie Pacteau, 2009
- Pierre Page und Marguerite Page, 2005
- Hippolyte Page und Alphonsine Page, 2000
- Henriette Pages, 1997
- Marguerite Pages-Hugel, 1991
- Bertrand Pagnon, Marie Pagnon und ihre Tochter Honorine Abribat, 2007
- Eugene Paillard und Valentine Paillard, 2014
- Marie Paillard, 1998
- Irene Paillassou und ihre Schwester Renee, 1983
- Jean Pallares, 1999
- Marie-Antoinette Pallares und ihre Töchter Rene und Paulette, 1996
- Jean Baptiste Palluel-Blanc und Marie-Louise Palluel-Blanc, 2012
- Rosa Palon und ihre Tochter Helene Doret, 2008
- Marina Palus, 2003
- Schwester Marie-Louise Pannelay, 1992
- Joseph Papillon und Leontine Papillon, 2013
- Therese Jeanne Marie Papillon, 2016
- Juliette Papin und ihre Tochter Suzanne Menard, 1996
- Augusta Paquien, 2010
- Andre Paraud und Helene Paraud, 2003
- Emile Parcellier und Marie Parcellier, 2013
- Maurice Paree, Marcelle Paree und ihre Tochter Mauricette, 1998
- Abbe Jean Parent, 1970
- Alphonse Parent und Lisa Parent, 2002
- Marcelle Paret, 2011
- Francois Parigny und Angele Parigny, 2015
- Simone-Marie Parion, 1992
- Augustin Paris und Georgette Paris, 2017
- Jeanne Pariset, 2011
- Armand Parisey und Mathilde Parisey, 2004
- Edouard Parnot, 1991
- Eloi Parre und Marguerite Parre, 2001
- Marie-Louise Parry und ihre Söhne Gerard Bernard und Gerard Guy, 2007
- Georges Pascal und Lucie Pascal, 1994
- Pastor Marcel Pasche, 1992
- Paul Pasqualini und Anna Pasqualini, 1999
- Simone Pasquet, 2012
- Emile Pasquette und Marie-Jeanne Pasquette, 2012
- Andree A. Pasquier, 2010
- Gilbert Pasquier, 2012
- Marguerite Pasquine, 2004
- Charles Passeman und Gabrielle Passeman, 1997
- Juliette Patoux und Gaston Patoux, 1971
- Yvonne Patras De Campaigno-Beghin, 1988
- Omer Patris und Elise Patris, 2004
- Andre Patrolin, 2008
- Alphonse Pattyn und Jeanne Pattyn, 1975
- Yvon Paturel und Paulette Paturel, 2015
- Pierrette Pauchard, 2011
- Jean Paulin und Georgette Paulin, 2000
- Louis Paulin und Josephine Paulin, 1994
- Andree Pauly-Santoni, 2005
- Georges Pauthe, 2005
- Clotilde Pava, 1982
- Anne-Marie Pavot, 2011
- Suzanne Pavy und ihr Neffe Roger Merten, 2009
- Edouard Payen und Therese Payen, 2011
- Abbe Andre Payot, 1979
- Evangelina Pean-Pages, 2001
- Andre Peatier, 1979
- Ferrucio Pedrelli und Suzanne Pedrelli, 2015
- Lucie Pees, 1996
- Raymond Pegaz, Amelie Pegaz, ihre Schwester Renee und ihre Mutter Marie-Therese, 2001
- Leone Pelaud und Justin Pelaud, 2013
- Marie Pelin, 1996
- Samuel Pelissier und Leonie Pelissier, 1988
- Henri Pellacoeur und Alice Pellacoeur, 2010
- Paul Pellet und Cecilia Pellet, 2012
- Jacques Pelletier und Louise Pelletier, 1993
- Andree Pellissier, 1987
- Alice Pelous, 1990
- Edmond Peloux und Marie Peloux, 1984/2003
- Yvonne L. M. Peltel, 1997
- Henri Penicaud und Marie Berthe Penicaud, 2014
- Jean Perard und Georgette Perard, 2012
- Jean Peraud und Blanche Peraud, 1978
- Marius Peraudeau, 1992
- Francois Perillat, 1989
- Georgette Permanne, 1999
- Pere Gilbert Pernoud, 1987
- Pierrette Perpetue-Marquet, 1998
- Georges Perret und Amelie Perret, 1997
- Leon Perret, 1979
- Madeleine Perret und ihre Eltern Richard Gustave und Lucienne, 1997
- Roger Perret und Esther Perret, 2006
- Charles Perrier und Alice Perrier, 2011
- Pierre Perrier, Melanie Perrier und ihre Schwiegertochter Simone, 2008
- Leonie Perrin, 2004
- Joseph-Marie Perrin, 1999
- Marcel Perrin, Raymonde Perrin und ihre Tochter Jacqueline, 1992
- Georges Perrod und Maria Perrod, 1995
- Andre Perrot und Jane Perrot, 1971
- Francois Perrot, Marie Perrot und ihre Tochter Marguerite, 2006
- Gerard Persillon, 2014
- Lucien Perthuis und Elise Perthuis, 2006
- Emmanuel Peteuil und Eugenie Peteuil, 2008
- Louis Petit und Lea Petit, 2008
- Rene Petit und Lucienne Petit, 2010
- Ernest Petitgenet, Ermence Petitgenet und ihre Tochter Marthe, 2000
- Jean-Baptiste Peyrabout und Berthe Peyrabout, 2017
- Fernand Peyronnet, 2001
- Jeanne Peysson-Ivens, 1998
- Daniel Pezeril, 1994
- Auguste Pfister und Helene Pfister, 1973
- Albert Pfleger, 1981
- Anne Marie Phal, 2015
- Gabriel Philbert und Simonne Philbert, 2006
- Mireille Philip, 1976
- Adrien Philippe und Germaine Philippe, 1996
- Eva Philit, 1988
- Jean Phillipe, 1995
- Delphin Picco und Antoinette Picco, 2001
- Jean Pichoff, Georgette Pichoff und ihre Tochter Simone, 1982
- Henriette Pichon, 2010
- Raymond Pichon, 1997
- Edouard Picot und Judith Picot, 1998
- Lucien Picot, 1989
- Raymonde Piedallu, 2008
- Armand Victor Piel und Marie-Therese Piel, 2009
- Aline Pierre, 2009
- Francois Pierre und Marie Germaine Pierre, 2010
- Suzanne A. Pierre-Tschieret-Geringer, 1997
- Annette Pierron und ihre Mutter Camille, 2006
- Georges Pierrot, 2008
- Jacques Pignard und Felicie Pignard, 2014
- Gabriel Piguet, 2000
- Robert Piguet, Line Piguet und ihre Tochter Janine, 1997
- Ernest Pilaudeau und Jeanne Pilaudeau, 1974
- Marius Pilliere und Marie Pilliere, 1998
- Odette Pilpoul, 2002
- Alfred Pinck, Lucie Pinck und ihre Tochter Henriette, 1996
- Jeanne Pinet, 2001
- Louise Piney, 2008
- Marcel Pinget und Germaine Pinget, 1993
- Marie Pinget, 1993
- Ladislas Pingiczer, 1981
- Anne Marie Pinguet, 2008
- Francois Pinot, 1990
- Pierre Pinson, 2012
- Pierre Piton, 1989
- Genevieve Pittet-Priacel, 1993
- Mere Marie Placide, 1981
- Pierre Pladepousaux, Marie Pladepousaux und ihre Kinder Marie und Jeanne, 2000
- Amedee Plaindoux und Rose Plaindoux, 2016
- Maurice Plan und Alice Plan, 2001
- Pere Emile-Joseph M. Planckaert, 1972
- Marcel Antoine Plancoulaine und Marie-Jeanne Plancoulaine, 2013
- Paul Planty, 1994
- Louise-Jeanne Plasse und ihre Tochter Madeleine, 1976
- Louis Plegades und Julie Plegades, 2004
- Rene Poignard und Marguerite Poignard, 2017
- Pierrette-Marcelle Poirier, 1979
- Marcel Poizat und Elise Poizat, 1990
- Dominique Poli und Marie Francoise Poli, 2012
- Roland Pollex, 1984
- Suzanne Pommay, 1995
- Jean Pommes und Marie-Jeanne Pommes, 2003
- Lucien Ponson und Henriette Ponson, 2010
- Yvette Portal, 1990
- Marcelle Porte, 2014
- Azeline-Louise Portier, 2003
- Francois Potonnier und Anna Potonnier, 1996
- Louis Pottier und Rolande Pottier, 1998
- Marthe Marie Potvin, 2007
- Maurice Henri Pouget und Elvire Melanie Pouget, 2011
- Paul Poujol und Lily Poujol, 1990
- Fernand Poulet, 2008
- Andre Poulin und Raymonde Poulin, 2007
- Eva Pourcel, 2017
- Madeleine Pournin, 2014
- Joseph-Louis Pouyol, 1994
- Eugene Pradaude und Raymonde Pradaude, 2011
- Lucien Pradelle, 1975
- Albert Pradier und Lucie Pradier, 1989
- Jacqueline Prandi, 2013
- Raoul Pras und Berthe Pras, 1989
- Emile Prestavoine und Denise Prestavoine, 2010
- Albert Prevault und Jeanne Prevault, 2010
- Fernand Prevel, 2016
- Jacques Prevost und Gisele Prevost, 2008
- Nestor Prime und sein Sohn Roger, 2006
- Jeanne Privat und ihre Schwester Caroline, 1998
- Jules-Henri Proquitte, 2007
- Andre Proudhon, 2004
- Jean Prouteau und Isabelle Prouteau, 1990
- Frere Louis Prucser, 1981
- Alphonse Puech, 1978
- Maurice Puech und Helene Puech, 1994
- Pierre-Marie Puech, 1992
- Louis Pugeat, 1989
- Emile Puget und Valentine Puget, 1999
- Paul Puyaubert und Genevieve Puyaubert, 2012

### Q
| Name                       | Geboren | Gestorben | Ort der Rettung | Grund der Ehrung | Jahr |
| -------------------------- | ------- | --------- | --------------- | ---------------- | ---- |
| Marie Laurence Quatrefages |         |           |                 |                  | 2011 |

- Daniel Quenu und Amelie Quenu, 2009
- Germaine Quere, 2005
- Madeleine Quinquet-Touraine, 2002
- Francois Quinsat, 2002

### R
| Name                     | Geboren | Gestorben | Ort der Rettung | Grund der Ehrung | Jahr |
| ------------------------ | ------- | --------- | --------------- | ---------------- | ---- |
| Louis Prosper Henri Rabu |         |           |                 |                  | 2013 |
| Marie Simone Rabu        |         |           |                 |                  | 2013 |

- Jean-Joseph Raclet und Anne-Marie Raclet, 2014
- Mireille Radiguet, 1994
- Gustave Raffin und Moisette Raffin, 1991
- Marie-Yvonne Rahir, 2014
- Joseph Raibaut, Victorine Raibaut und ihre Tochter Marguerite, 2004
- Rene Antoine Emile Raillon und Rose Emilienne Raillon, 2011
- Armande Raimbault, 2001
- Germaine Rajbaut, 1991
- Soeur Jeanne-Francoise Ramade, 1995
- Paul Ramadier und Marguerite Ramadier, 1985
- Louis Ramel und seine Frau, 1989
- Louisa Ramondou und ihre Mutter Noemie, 2001
- Frederic Ranc und Jeanne Ranc, 1994
- Rosa Ranc, 2000
- Joseph Rasseneur und Louise Rasseneur, 2003
- Albert Rateau und Germaine Rateau, 1991
- Jean-Auguste Rateron und Noellie Rateron, 2011
- Emile Rautureau und Marie-Louise Rautureau, 2014
- Jean Raveau und Marie Raveau, 2005
- Alix Raybaud, 2005
- Leon Raynal und Hermance Raynal, 2001
- Suzanne Raynaud-Coet, 1993
- Raymond Rayssiguier, 2015
- Leon Recoupe und Louise Recoupe, 2006
- Felix Redortier und Marie-Louise Redortier, 2013
- Andre Regache und Aimee Regache, 1993
- Schwester Clotilde Regereau, 1994
- Jeanne Regnier und ihre Mutter Sophie Dol, 2005
- Helene Regnier und ihre Schwester Jeanne, 1995
- Marcel Reinhard und Marthe Reinhard, 2006
- Rene Reitz und seine Mutter Matilde, 2006
- Abbe Joseph Relave und seine Schwester Catherine, 1995
- Lucien Reliant und Marie Reliant, 1997
- Alphonse Remezy, 1999
- Francis Remoissenet und Georgette Remoissenet, 2001
- Monsignor Paul Rémond, 1991
- Gabrielle Remy, 1986
- Andre Renard, 1990
- Pierre Renard und Denise Renard, 1969
- Marthe-Marie Renaud-Hennequin, 1994
- Aline Renaudin, 1979
- Paulette Renault, 2012
- Henriette Angelique Renelle, 2014
- Jean Renou, 1998
- Germaine Retrut, 2002
- Lucienne Reuter, 1995
- Charles Reverdy, Elise Reverdy und ihre Tochter Louise Riondet, 2012
- Pierre Felix Reveyron und Anna Josephine Reveyron, 2011
- Pere Henri Revol, 1978
- Charles Rey und Julia Rey, 2009
- Hortense Rey, 2015
- Mathieu Rey, Jeanne Rey und ihre Tochter Victoria, 1994
- Pierre Alfred Rey und Louise Marie Rey, 2009
- Marcel-Louis Reynaud, 1994
- Marie Reyne, 2001
- Isidore Emile Ribas und Alice Ribas, 2005
- Marius Ribes und Marcelle Ribes, 2012
- Germaine Ribiere, 1967
- Henri Ribouleau und Suzanne Ribouleau, 1977
- Paul Riboulot und Renee Riboulot, 2001
- Eugene Ricard und Aline Ricard, 2009
- Marie-Antoinette Ricard, 1996
- Pere Louis Ricard, 1982
- Clementine Riccobono, 2005
- Abbe Joseph Richard, 1974
- Elie Richaud und Marie-Louise Richaud, 2008
- Roland Ricordeau und Jeanne Ricordeau, 2010
- Adolphe Ridart und seine Frau,  1994
- Abbe Roger Riebert, 1989
- Denise Rieu-Hachon, 1987
- Paul Rigaud, Marie Rigaud und ihre Tochter Jacqueline, 1991
- Jean-Charles Rigazio und Marie-Therese Rigazio, 2015
- Marie Rio, 1995
- Henri Rioufol, 1992
- Robert Ripe und Giselle Ripe, 2011
- Jean Ripoche, 2008
- Arthur Rippe und Eleonore Rippe, 2015
- Jean Rist, 1996
- Yvonne Riveret, 2016
- Jean Rives und Alphonsine Rives, 2011
- Elisabeth Rivet, 1996
- Dora Riviere, 2011
- Camille Rivoire und Fernande Rivoire, 1994
- Lucien Robene und Blanche Robene, 2017
- Pierre Robert de St. Vincent, 1993
- Jean-Baptiste Robert, 2000
- Jules Robert und Andree Robert, 1991
- Franck Robert, 1984
- Emile Roberties und Genevieve Roberties, 1992
- Joseph Robin, 2017
- Helene Robin, 1993
- Rene Robin und Lea Robin, 2013
- Marcelle Robineau, 2008
- Etienne Roch, 1990
- Albertine Roche, 2014
- Gabrielle Roche, 2002
- Petrus Roche und Marie-Josephine Roche, 2017
- Lea Rochedieu, 1999
- Pierre Rocher und Andree Rocher, 1994
- Suzanne Rodi-Boyer, 1965
- Jeanne Rodien, 2001
- Marie-Ange Rodriguez, 1992
- Jean-Baptiste Rogalle, Jeanne Rogalle und ihr Vater Jean-Pierre Acgouau, 2005
- Jeanne Roger und Jules Roger, 1989
- Louise Roger, 2008
- Marie-Elise Roger, 1999
- Raymonde Roger, 1998
- Fernande Roinac, 2002
- Elisabeth Rol, 2014
- Pierre Rolhion und Eugenie Rolhion, 1998
- Philomene Rolland, 2002
- Rose Anne Romagnan, 1990
- Jeanne Romand, 1983
- Andre Romanet und Simone Romanet, 1996
- Elie Rondel, 2017
- Marguerite Roques, 1980
- Yvonne Roques, 1996
- Blanche Rorato, 2008
- Abbe Jean-Joseph Rosay, 1987
- Schwester Rose (Couvent des Clarisses), 1991
- Cezarine Rosemberg, 2014
- Alice Rosenstiehl, 1996
- Jeanne Rosenstiel, 2002
- Henri Roser, 1976
- Cyrille Rossat und Franceline Rossat, 1990
- Gino Rossi-Landi und Marcelle Rossi-Landi, 1989
- Louise Rostaing, Andre Rostaing und ihr Sohn Noel, 2001
- Jeannette Roth, 1974
- Jean Roty, 2010
- Pierre Roubaudi, 2007
- Elisabeth Roubinet, 2005
- Marthe Rouhaud, 2006
- Eugene Rouille und Louise Rouille, 1989
- Henri Rouland und Marie-Louise Rouland, 1998
- Constant Roulleau, Odette Roulleau und ihre Tochter Janine, 1998
- Maurice Roulleau und seine Schwester Yvette, 1996
- Viviane Roullet, 1993
- Georges Rouquet, Eva Rouquet und ihre Tochter Ginette, 2005
- Marguerite Roure, 2013
- Jean Rous und Jeanne Rous, 2004
- Abbe Oscar Rousseau, 1987
- Fernande Rousseau, 2017
- Jacques Rousseau und Simone Rousseau, 2007
- Michel Rousseau und Francoise Rousseau, 2009
- Jeanne Rousselle, 1988
- Germaine Rousset, 2014
- Gabriel Roussilhe und Leonie Roussilhe, 2001
- Roger Roussy und Simone Roussy, 2002
- Albert Emile Routier, 2016
- Blanche Rouve, 2011
- Albert Roux und Eugenie Roux, 1990
- Georges Roux und Germaine Roux, 2011
- Joseph Roux, 1982
- Lucien Roux und Helene Roux, 2006
- Marcel Roux, 2011
- Mere Marie Therese Roux, 1984
- Rose Roux, 1995
- Albertine Rouxel, 2013
- Louis Rouxes, Amelie Rouxes und ihre Tochter Janine, 1995
- Paul Rouzeau und Jeanne Rouzeau, 1993
- Fernande Roy, 2005
- Basile Roy und Leonide Roy, 2004
- GeorgesRoy und Marcelle Roy, 2001
- Pierre Roy und Denise Roy, 1995
- Roger Roy, 2017
- Jean Royer, 1997
- Madeleine Royer, 1981
- Marthe Royer, 2014
- Jean Royet und Marie Royet, 2004
- Jean-Baptiste Rozenkrantz, 2000
- Albert Rozier und Marie-Louise Rozier, 2009
- Henri Rudolph und Elisabeth Rudolph, 2004
- Lucie Ruel, 1988
- Rene Ruelle und Ginette Ruelle, 1993
- Helene Rulland und ihre Schwester Simone, 1984
- Joseph Rullier, Augusta Rullier und ihre Tochter Suzanne Burdin, 1995
- Robert Ruscassie, 1993
- Georges Russeau und Claudia Russeau, 2011
- Elie Russier und Marie Russier, 1988
- August Rutschi und Cecile Rutschi, 1977

### S
| Name               | Geboren | Gestorben | Ort der Rettung | Grund der Ehrung | Jahr |
| ------------------ | ------- | --------- | --------------- | ---------------- | ---- |
| Charlotte Sabathie |         |           |                 |                  | 1986 |
| Eugene Sabathie    |         |           |                 |                  | 1986 |

- Marie Sagnier, 1983
- Louis Sailly und Suzanne Sailly, 2009
- Olga Saint-Blancat, 1988
- Paul Saissi und Henriette Saissi, 2005
- Antoine Sala, ihre Töchter Louise, Henriette und Marie Paule und ihr Ehemann Giovanni Angeli, 2013
- Marcel Salagnad und Aline Salagnad, 2004
- Jules Geraud Saliege, 1969
- Fernand Salle und Esther Salle, 2000
- Joseph Salvador und Juliette Salvador, 1996
- Hilaire Samain und Irene Samain, 1994
- Francine Sanchez, 1993
- Pierre Sanchou, Marie Sanchou und ihre Kinder Micheline und Madeleine, 2001
- Helene Saran, 2004
- Moise Sarazin und Margot Sarazin, 1997
- Maxime Sarlat und Eleonore Sarlat, 1986
- Abel Sarramiac, 1974
- Albert Sarro und Renee Sarro, 2008
- Adrien Saulnier und Marguerite Saulnier, 1995
- Louis Saulnier und Fernande Saulnier, 1995
- Louis Sautie, Marguerite Sautie und ihre Tochter Jane, 2001
- Francoise Sauty, 2014
- Rose Sauvat, 2013
- Margarete Schachnowski, 1978
- Robert Scheffer, 2009
- Rosine Schiari, 2012
- Simone Schmidt, 1991
- Felicie Schmitt, Isidore Schmitt und Anastase Schmitt, 1992
- Lucien Schmitt und Louise Schmitt, 2006
- Arthur Schneeberger und Anne Schneeberger, 1999
- Alice Schneider, 1988
- Ernest Schoellen und Anne Schoellen, 1994
- Marguerite Schwab, 2001
- Edouard Schwander und Jeanne Schwander, 2012
- Georgette Schwarz, 2009
- Helene Schweitzer-Rosenberg, 2002
- Antoine Schyn und Louise Schyn, 1994
- Lucienne Sebille und Henri Sebille, 1995
- Yves Sebille, Josephine Sebille und ihre Tochter Colette, 1992
- Jacques Segaux und sein Vater Maurice, 1987
- Eugene Seguin und Rose Seguin, 2005
- Cecile Sendrowicz-Challut, 1977
- Daniel Sens, 2014
- Arthur Rene Sentex, 2010
- Fernand Sentou und Yvette Sentou, 1991
- Henri Serennes und Marie Therese Serennes, 1979
- Pierre Alfred Serre und seine Mutter Antoinette, 2016
- Denise Serret, 2014
- Simone Serriere, 1969
- Paul Sers, 2010
- Gertie Serullaz und ihre Kinder Janine, Rene und Edouard, 1989
- Alice Serusclat, 1989
- Georges Seurre, 1988
- Charles Seve und Jeanne Seve, 1980
- Marie Louise Siauve, 1975
- Simone Siboni, 2001
- Denise Sicot, 2001
- Vincent Simeoni, 1997
- Rene Simier und Anna Simier, 2013
- Alexandre Simiot und Suzanne Simiot, 2016
- Maurice Rene Simon und Georgette Mathilde Simon, 2012
- Albert Simond, 1989
- Louis Simonnet und Marie-Magdalene Simonnet, 2013
- Raymond Simorre, 1996
- Fernand Singerle, 1998
- Aime Sochard und Jeanne Sochard, 2015
- Alphonse Soubeste, Marie Soubeste und ihr Sohn Jean-Paul, 2001
- Marguerite Soubeyran, 1969
- Charles Soubies und Charlotte Soubies, 1993
- Catherine Souchon, 1996
- Gabriel Soulier und Juliette Soulier, 2000
- Solange Soupeaux, 1996
- Gabrielle Sourgens, 2015
- Jean-Marie Soutou, 1994
- Leonce Souverbielle, 2000
- Giovanni Sovieri und Giuseppina Sovieri, 2017
- Suzanne Spaak, 1985
- Andre St. Chely, Rosalie St. Chely und ihr Sohn Justin, 2001
- Albina Stacchiotti, 2005
- Joseph Stacke und Agnes Stacke, 2012
- Abbe Robert Stahl, 1970
- Roger Staklin und Camille Staklin, 2005
- Alice Staudenmann, 1988
- August Steinmetz und Suzanne Steinmetz, 1985
- Jean Stellamans und Emilienne Stellamans, 2012
- Marcel Sternfeld, 2005
- Simone Stolze-Coque, 2003
- Joseph Storck, 1998
- Aloyse Strebler und Melanie Strebler, 1978
- Jean Sudre und Elia Sudre, 1993
- Charles Suran, 2011

### T
| Name           | Geboren | Gestorben | Ort der Rettung | Grund der Ehrung | Jahr |
| -------------- | ------- | --------- | --------------- | ---------------- | ---- |
| Josette Tafani |         |           |                 |                  | 1995 |

- Sebastien Tafani und Adeline Tafani, 1995
- Roger Taillefer, 1989
- Louis Henri Taix und Marguerite Taix, 2009
- Jeanne Talon, 1999
- Angelo Tamietti und Angele Soyez, 2009
- Marie-Louise Taphanel, 1989
- Marie Tarbes, 1992
- Rene Tardieu, 1985
- Jean Tarradou und Juliette Tarradou, 2006
- Roland Tartier und Madeleine Tartier, 1989
- Rene Tauzin, 1997
- Henri Teillard, Alice Teillard und ihre Töchter Germaine und Suzanne, 1984
- Amedee Tena und Renee Tena, 2016
- Francois Tena, Antonine Tena und ihre Kinder Janine Georgette Ricou, Pierre und Georges, 2014
- Michel-Marcel Tendero und Francisca Tendero, 2009
- Louis Terral und Henriette Terral, 1989
- Leopold Terre, Marie Terre und ihre Kinder Jean, Germaine und Fernande, 2004
- Xavier Terrien, 2008
- Abbe Jean Terruwe, 1989
- Henri Tessier, Noemie Tessier und ihre Tochter Jeanine, 1984
- Jean Tete und Helene Tete, 2011
- Philippe Tete und Yvonne Tete, 1997
- Eloi Teulieres und Henriette Teulieres, 2009
- Jean Teyssandier, Eva Teyssandier und ihre Mutter Victorine, 1991
- Leo Teyssandier, 1991
- Odile Teyssendier de la Serve, 2011
- Pierre-Marie Théas, 1969
- Louise Thebe, 1980
- Edouard Theis und Mildred Theis, 1981
- Julie Thelliez, 2002
- Lea Thelliez, 1998
- Marie Magdeleine Theodulle, 2011
- Therese-Lucie (Sr.), 1998
- Aime Thevenet und Andree Thevenet, 1999
- Jean Thibaudeau und Angeline Thibaudeau, 1994
- Camille Thibault, 1993
- Gaston Thibault und seine Tochter Jacqueline, 2000
- Abel Thibout, 1996
- Melanie Thibout und ihre Tochter Marthe, 1996
- Jacqueline Thiercelin-Guillemot, 1989
- Alfred Thimmesch, 2009
- Joseph Thiollier und Paule Thiollier, 2000
- Joseph Tholozan und Marie Louise Tholozan, 2011
- Antoine Thomas und Marie Thomas, 2004
- Paul Thomas und Elise Thomas, 1992
- Pierre Thomas, 2010
- Charles Thouron, 1996
- Andre Thouroude, 1971
- Emile Thouvenin und Genevieve Thouvenin, 1994
- Lucien Thulau und Marie-Angele Thulau, 2014
- Marcel Thumerel und Adelaide Thumerel, 1993
- Odette Tiennot und Robert Tiennot, 1996
- Leontine Marie Tiercelin, 2011
- Paul Tinel und seine Schwester Annie, 1988
- Louis Tixier und Jeanne Tixier, 1999
- Honore Tomatis und Antoinette Tomatis, 1996
- Gustave Tompa, 2001
- Jean Pierre Toquant, 2009
- Jacques Toulat, 1993
- Jeanne Touranche, 2016
- Pierre Charles Toureille, 1973
- Pierre Toussaint und Julia Toussaint, 2009
- Andre Traband und Eliane Traband, 1973
- Yvette Trachtenberg, 1999
- Henriette Tracol, 1989
- Therese Trebuquet, 2013
- Maurice Trelut, 1994
- Fernande Tremine, 2005
- Germaine Trepardoux, 2002
- Emile Treyture und Felicie Treyture, 1997
- Suzanne Trichet, 1996
- Antoinette Trieulet, 2008
- Joseph Triguel und Marie-Louise Triguel, 2005
- Yvonne Trihoreau und ihre Tochter Jeanine, 1996
- Clement Trillat, Marie Trillat und ihre Kinder Robert und Isabelle, 1994
- Marcel Trochel und Yvonne Trochel, 1993
- Daniel Trocme, 1976
- Andre Trocme und Magda Trocme, 1971/1984
- Damien Tronel und Marie-Rose Tronel, 1996
- Jules Trouillet und Berthe Trouillet, 2009
- Jean-Francois Truchet und Yvonne Jeanne Truchet, 2015
- Philibert Tuloup und Marie Louise Tuloup, 2010
- Paul Tzaut und Marguerite Tzaut, 1973

### U
| Name           | Geboren | Gestorben | Ort der Rettung | Grund der Ehrung | Jahr |
| -------------- | ------- | --------- | --------------- | ---------------- | ---- |
| Pierre Urbain  |         |           |                 |                  | 1995 |
| Therese Urbain |         |           |                 |                  | 1995 |

- Juliette Usach, 1989
- Marie Uthurriage, 2001

### V
| Name                 | Geboren | Gestorben | Ort der Rettung | Grund der Ehrung | Jahr |
| -------------------- | ------- | --------- | --------------- | ---------------- | ---- |
| Paul A. Vacheyroux   |         |           |                 |                  | 1985 |
| Valentine Vacheyroux |         |           |                 |                  | 1985 |

- Louis Vaillant und Florentine Vaillant, 1997
- Suzanne Vaillant-Saunier, 2004
- Edouard Vain und Josephine Vain, 2001
- Auguste Valadas und Celine Valadas, 2004
- Edmond Valat, 2000
- Leon Valaud und Marie Valaud, 2016
- Andre Valero, 1996
- Henri Vallat und Jeanne Vallat, 1998
- Celine Vallee, 1990
- Andre Vallenot und Marie-Louise Vallenot, 1996
- Denise Vallon, 1990
- Manuel Valls de Gomis, 1997
- Eugene Van Der Meersch, 1978
- Chanoine Raymond Vancourt, 1975
- Georgette Vandenabaele-Franchois und ihre Eltern Marcel Franchois und Madeleine Franchois, 1990
- Edmond Vandeportaele, 2005
- Lucien Vandevoorde, 1993
- Denise Varennes, 2007
- Arthur Varoquaux, 2008
- Fanny Vassalo, 2005
- Marcel Vasseur und Sophie Vasseur, 2013
- Henriette Vaur, 2003
- Rene Vautravers, Juliane Vautravers und ihre Kinder Henri und Jacqueline, 1999
- Andre Veliska, Marguerite Veliska und ihr Sohn Albert, 1993
- Joseph Venance und Henriette Venance, 2003
- Edmond Vercueil, Elisa Vercueil, und ihre Kinder Louis, Edmee und Helene, 2001
- Paul Vergara und Marcelle Vergara, 1988
- Paul Vergnaud und Marthe Vergnaud, 1999
- Armand Vergnes und Celestine Vergnes, 2008
- Louis Vergnes und Hortense Vergnes, 2012
- Joseph Vergnet, 2004
- Renee Verite, 1995
- Andre Marcel Vermeulen und Baptistine Vermeulen, 2015
- Jeanne Vernusse und ihre Mutter, 1996
- Georgette Verrier, 2005
- Guy Verrier und Valentine Verrier, 2002
- Julien-Antoine Vertut und Maria Vertut und ihre Tochter Maria M., 1993
- Germaine Veyrine, 1996
- Jean-Eugene Veyssiere und Marie-Lea Veyssiere, 2005
- Raymond Viadieu, 1985
- Charles Vial, 2009
- Marie-Antoinette Vial-Flatry, 1990
- Georges Vialle und Noemie Vialle, 2005
- Laure Viardot und ihre Tochter Suzanne, 2001
- Arsene Viaud, 2005
- Clement Vidaillan und Marie-Rose Vidaillan, 2002
- Fernand Vidal de Veyres und Mathilde Vidal de Veyres, 2017
- Juliette Vidal, 1969
- Simone Vidal, 1999
- Marie-Alice Vidal, 1993
- Eugene Paul Constant Vies und Walda Beatrice Elise Christine Vies, 2014
- Leo Eugene Vieu und Josephine Claire Vieu, 2016
- Paul Vigne und Francoise Vigne, 2005
- Edouard Vigne und seine Schwester Julia, 2016
- Germaine Vigne, 2002
- Edouard Vigneron, 1982
- Georges Vigoureux und sein Sohn Jacques, 1994
- Denise Vigue und ihre Kinder Antoine & Marie-Francoise Payre, 2009
- Christiane Vilgard und Robert Vilgard, 2002
- Louis Villaret und Yvonne Villaret, 2001
- Georges Villepelet, 1982
- Jean Villot und Jeanne Villot, 2012
- Gaston Vincent, sein Sohn Michel und dessen Frau Suzanne, 1986
- Marie Vincent und Eugene Vincent, 2000
- Abbe Marie-Jean Viollet, 1993
- Camille Viollette, 2000
- Lucien Viot und Marthe Viot, 2013
- Marc Vireton und Jeanne Vireton, 2014
- Roger Voinot und Jeanne Voinot, 2010
- Jean Voirin und Emma Voirin, 1999
- Emile Voiron, 1989
- Henri Voisin und Simone Voisin, 2003
- Madeleine Voisin, 1998
- Georges Volla und Elisabeth Volla, 2002
- Marie-Louise Vouzelaud, 1988
- Alphonse Vovard und Berthe Vovard, 2010

### W
| Name      | Geboren | Gestorben | Ort der Rettung | Grund der Ehrung | Jahr |
| --------- | ------- | --------- | --------------- | ---------------- | ---- |
| Anne Wahl |         |           |                 |                  | 1994 |

- Marguerite Wajdenfeld-Lemoigne, 1989
- Paul Waltispurger und Andrée Waltispurger, 2008
- Victor Weber, 2004
- Paul Wehrle, 2008
- Henri Weisbecker, 2011
- Joseph Weiss, Elisabeth Weiss und ihr Sohn Francois-A., 1981
- Raymonde Weiss, 1998
- Charles Westphal und Denise Westphal, 2004
- Camille Wiedrich und Anne Wiedrich, 2009
- Jeanne Wimart und ihre Kinder Georges und Denise, 1988
- Lucienne Wisberg-Solange, 1988
- Eugene Wurth, Marie Wurth und ihre Tochter Luciene, 1995

### Z
| Name          | Geboren | Gestorben | Ort der Rettung | Grund der Ehrung | Jahr |
| ------------- | ------- | --------- | --------------- | ---------------- | ---- |
| Armand Zahler |         |           |                 |                  | 2005 |
| Celine Zahler |         |           |                 |                  | 2005 |

- Robert Zarb, 1998
- Simonne Zazzeri, 2000
- Marie Zech, 1990
- Helene Zemmour, 2008
- Benardus Zoetelief-Tromp und Agnes Zoetelief-Tromp, 2002
- Jeanne-Francoise Zufferey, 1993
- Georgette Zwiller und ihr Sohn Pierre, 2007
- Janusz Zwolakowski und Suzanne Zwolakowski, 1969